# Bruce Springsteen
Bruce Frederick Joseph Springsteen (Long Branch, New Jersey, 1949. szeptember 23. –) becenevén The Boss (a Főnök), Oscar- és többszörös Grammy-díjas amerikai énekes, zenész, gitáros, aki az E Street Band nevű együttessel készít lemezeket és turnézik.
Springsteen felvételei között vannak népszerű rock-albumok és komorabb hangulatú, folk-ihletésű dalok. Legsikeresebb stúdióalbumai: a Born in the U.S.A. és a Born to Run. Rendkívül közkedvelt előadó, aki eddig több mint 65 millió lemezt adott el az Egyesült Államokban és több mint 120 milliót világszerte. Springsteen számos díjat nyert el, így 20 Grammy-díjat, 2 Golden Globe-díjat, 1 Oscar-díjat. A 20. század egyik legmeghatározóbb dalszövegírójaként tartják számon, 2004-ben pedig a Rolling Stone zenei magazin minden idők 23. legnagyobb művészévé választotta. A Born to Run című lemez a 18. lett a Rolling Stone magazin Minden idők 500 legjobb albuma listáján.

## 1957–1972: Korai évek
Apja, Douglas Frederick Springsteen holland-ír származású gyári munkás – kertész, börtönőr, buszsofőr. Anyja, Adele Zerilli olasz származású titkárnő. Vallását tekintve római katolikus.
1957-ben látta Elvis Presleyt a tv-ben, az Ed Sullivan show-ban, és ez döntően hatott pályaválasztására. 1962-ben az összespórolt 18 dollárjáért vett magának egy használt elektromos gitárt, amelyen ideje nagy részében gyakorolt.
Springsteen a St. Rose of Lima Katolikus Általános Iskolá-ba járt, ám az intézmény légkörét nehezen viselte, jóllehet 1963-ban sikerült elvégeznie az iskolát. Középiskolai tanulmányait a Freehold Regional High Schoolban kezdte meg. Itt jött létre a The Castiles nevű együttes, amelynek tagjai voltak George Theiss (ének, gitár), Bart Haynes (dob), Frank Marziotti (basszus), Paul Popkin (ének, gitár). Az ekkor tizenhat éves Sprinsteen nem sokkal az alapítás után csatlakozott a csapathoz. Menedzserük Gordon „Tex” Vinyard volt.
Springsteen először 1966. május 16-án dolgozott stúdióban. A helyi Bricktown Stúdióban rögzítették a That’s What You Get és a Baby I című számokat. Mindkettőt a Theiss-Springsteen páros írta.
Bár 1968-ban, karrierje kezdetén még sok problémája akadt Springsteennek. A Castiles hamarosan feloszlott, ő pedig katonai behívót kapott, de a sorozóbizottság szolgálatra alkalmatlannak minősítette, ezért elkerülte azt, hogy a vietnámi háborúban kelljen harcolnia. Ekkor beiratkozott az Ocean County College-ba, s közben megalakította John Grahammel és Michael Burke-kel az Earth elnevezésű formációt. Irányvonaluk Cream-es, erőteljes minimál R&B volt. Az Earth mindössze egy évig működött, eközben sokszor megfordultak Asbury Parkban. Bejutott a Jersey Shore zenei körébe és vendégeskedett más együtteseknél is, ahol gyakorolt és játszott. Ebben az időben találkozott Steven Van Zandttal, akivel később szoros barátságot kötöttek. 1969-ben Springsteen törzsvendéggé vált az Asbury Park nem sokkal korábban nyílt Upstage klubjában. Népszerűsége folyamatosan nőtt.

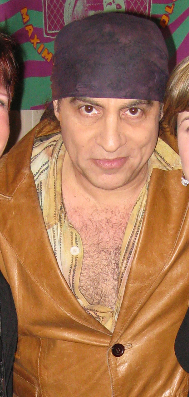
Steven Van Zandt

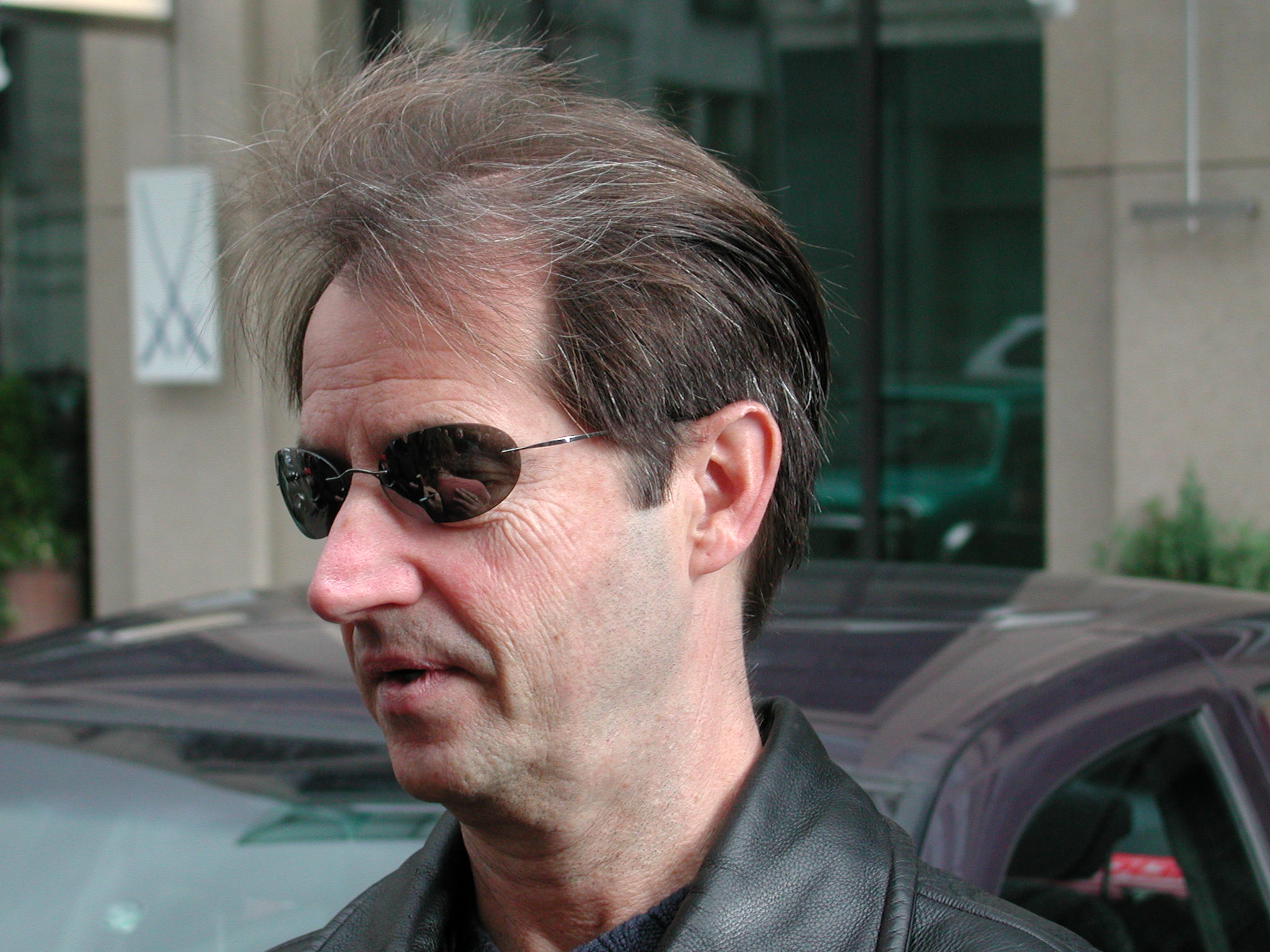
Garry W. Tallent

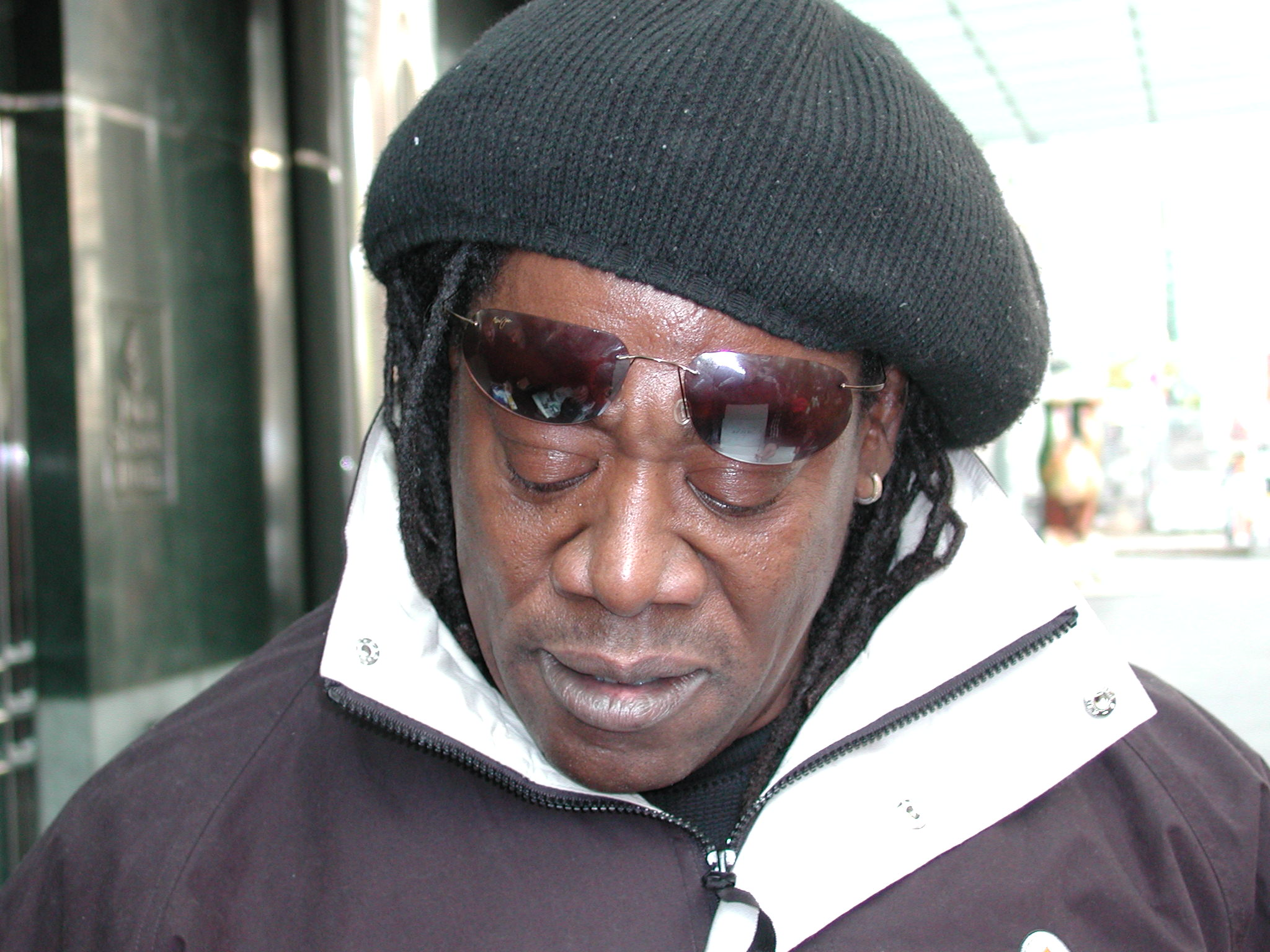
Clarence "The Big Man" Clemons

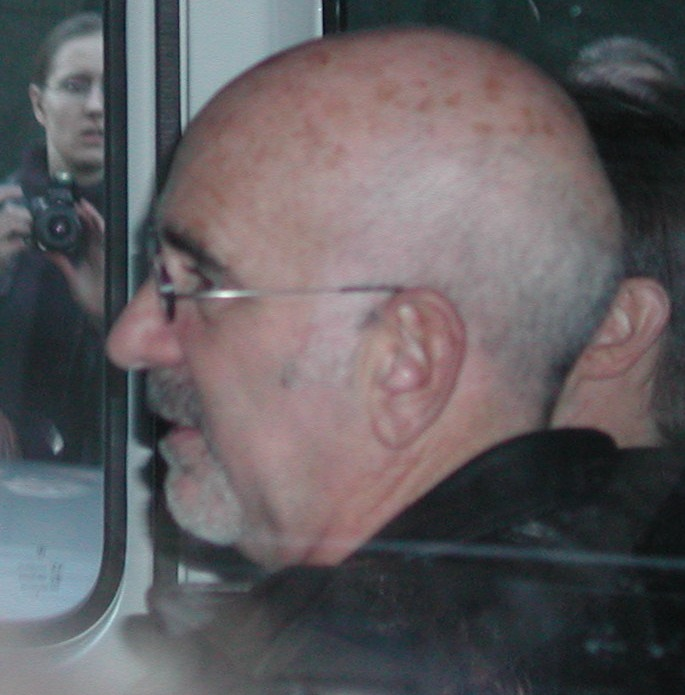
Roy Bittan

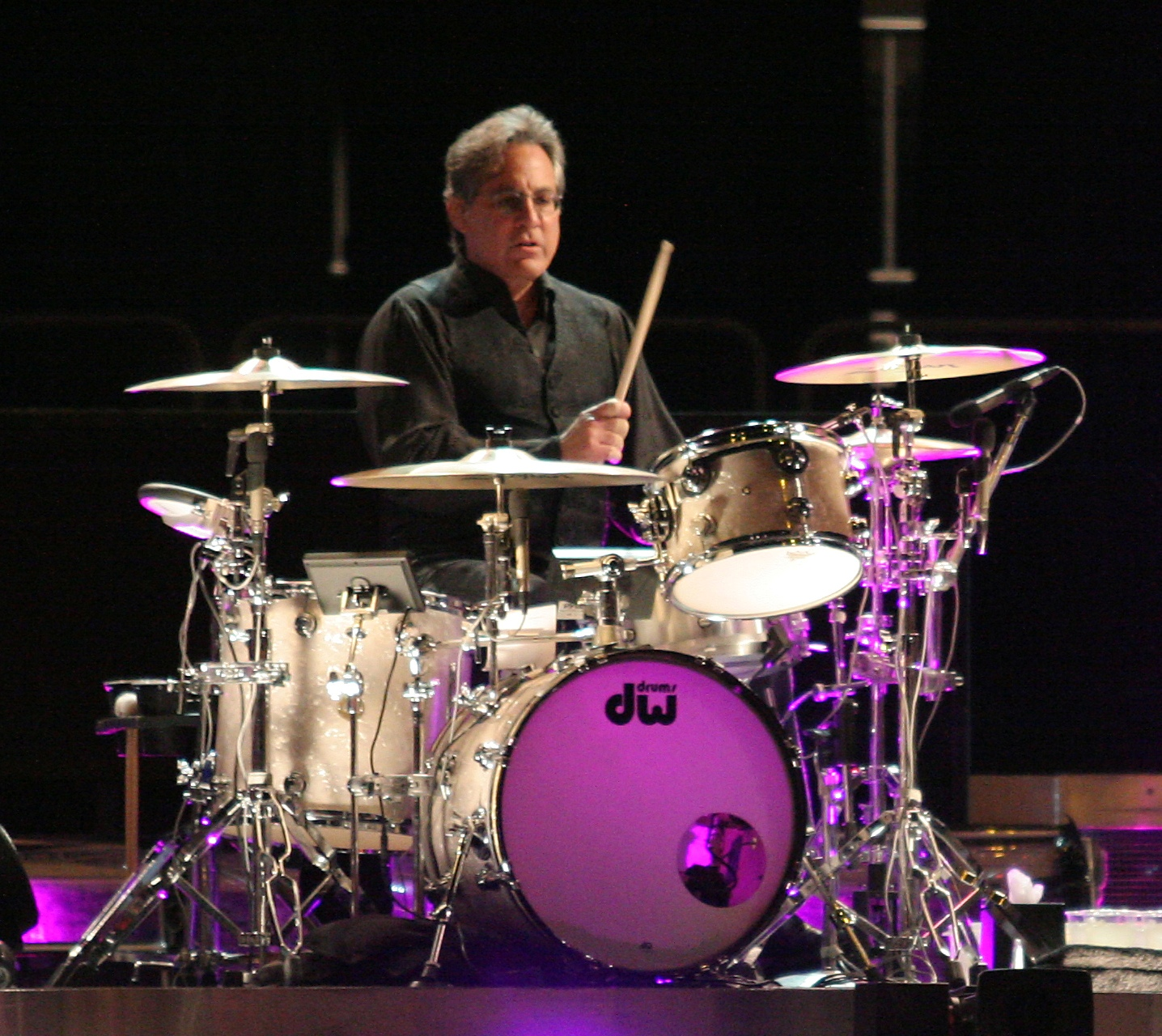
Max Weinberg

Vini „Mad Dog” Lopezzel megalapította a Child nevű együttest. A négytagú csapatban Vini Roslyn basszusozott, Danny Federici orgonált. Ekkor Springsteent kirúgták a College-ból, s tanulmányait nem is folytatta tovább. Elmondása szerint ő maga is tudatosan hozzájárult ehhez, mert csak a zenének akart élni.
Családja édesapja munkája miatt Kaliforniába költözött. Springsteen körülményei mindenesetre szűkösek voltak. Egy szörfdeszkagyáros, Tinker West műhelyében lakott barátaival, ahol állandóan próbáltak. Tinker menedzserként is segítette az együttest. Miután Long Islanden már létezett egy Child nevű formáció, nevüket Steel Millre változtatták. 1970-1971-ben A Steel Mill Kaliforniába települt, hogy ott csináljanak karriert. Játszottak párszor a San Franciscó-i Matrix klubban, ahol kedvező fogadtatásban részesültek és néhány dalukat stúdióban is rögzítették. Lemezajánlatot is kaptak, de végül ezt nem sikerült tető alá hozni, így visszatértek a keleti partra. Ott helyi sikereket arattak, de nem sikerült átütő eredményt produkálni és Springsteen 1971-ben feloszlatta a Steel Millt. Kísérleti céllal új formációkat alakított (Bruce Springsteen Jam, a Dr. Zoom and the Sonic Boom és a Bruce Springsteen Band), amelyekkel koncertezett.

## Haladó évek
A Bruce Springsteen Band különböző formációkban koncertezett New Jersey-ben és Virginiában, majd ez is feloszlott. Springsteen ezután úgy döntött, hogy szólókoncerteket ad New Yorkban, ahol különböző kávézói klubokban lépett fel. Ekkortájt találkozott Mike Appellel, aki első valódi menedzsere lett. 1972. május 2-án Mike Appel bejuttatta őt a Columbia Recordshoz, ahol a korábban Bob Dylant is felfedező John Hammond felfigyelt rá. Az énekes játszott neki néhány dalt az irodájában, mire Hammond azonnal szervezett neki egy esti meghallgatást a New York-i Gaslight Clubba. A meghallgatás sikeres volt és a Columbia szerződött egy lemezre az előadóval. Ezután Springsteen szóló zeneszerzőként és előadóként szerződött a CBS-szel. Az ún. Hammond Demo-kat a New York-i CBS Stúdiókban rögzítette. Ezeken egyedül zenélt egy gitárral és egy zongorával, a hangkeverést Hammond végezte.

### Greetings From Asbury Park, N.J.
Springsten Garry W. Tallent, Vini Lopez, Clarence Clemons és David Sancious közreműködésével rögzítette a Greetings From Asbury Park, N.J. albumot. Az E Street Band november 12-én adta első koncertjét. A Greetings album rögzítésében részt vevő zenészek mellé (David Sancious nélkül, aki csak 1973 júniusától zenélt Springsteennel), csatlakozott Danny Federici, mint a zenekar teljes jogú tagja.
1973. január 5-én megjelent Springsteen bemutatkozó albuma, a Greetings From Asbury Park, N.J. az Amerikai Egyesült Államokban. Tavasszal Springsteen és az E Street Band mind a keleti, mind a nyugati parton turnézott. Májusban és júniusban néhányszor felléptek a Chicago együttes előzenekaraként is. A nagy arénákban szerzett tapasztalatok hatására Springsteen úgy döntött, hogy soha többé nem lép fel ekkora tömeg előtt. Úgy érezte ez nem illik össze az ő zenei stílusával, bár csak három évig kötötte magát ehhez az elhatározásához.

### The Wild, the Innocent & the E Street Shuffle
Júliusban és augusztusban rögzítették a The Wild, the Innocent & the E Street Shuffle albumukat, ami 1973. szeptember 11-én jelent meg az USA-ban.
Február 12-én, a második album turnéja alatt Vini „Mad Dog” Lopez távozott a zenekarból, és néhány héttel később Ernest „Boom” Carter lépett a helyére. 1974. május 9-én Jon Landau zenekritikus megtekintette egy show-jukat a Harvard Square Theaterben (Cambridge, Mass.) és ekkor írta híres mondatát: 
| „ | Láttam a rock'n'roll jövőjét, úgy hívják: Bruce Springsteen. | ” |
|   |                                                              |   |

 Ez remek reklámot hozott Springsteennek. sőt a mondatot reklámszlogennek átvette a CBS is.
1974. augusztus 6-án vették fel a Born to Runt. Szeptemberben Max Weinberg (dob) és Roy Bittan (zongora) lépett be az E Street Band-be Ernest Carter és David Sancious helyére, és ősztől sokat turnéztak. Néhány koncerten Suki Lahav (hegedű) is csatlakozott hozzájuk, ő 1975 márciusáig maradt az E Street Banddel.

## Első nagy sikerei

### Born to Run
1975 márciusától júliusig a Born to Run című lemezt rögzítették a New York-i Record Plantben. Ekkor Springsteen új barátja, Jon Landau mindinkább átvette az irányítást a stúdiózásban kevésbé tapasztalt Mike Appeltől. A felvételek alatt Steve Van Zandt is csatlakozott az E Street Bandhez. 1975. július 20-án, hat héttel a nagylemez megjelenése előtt indultak el a Born to Run turnéra.
1975. augusztus 13-ától 17-ig az E Street Band addigi karrierjének legfontosabb koncertjeit adta. A New York-i Bottom Line klubban léptek fel, egyik show-jukat a rádió élőben közvetítette. Ezekkel az előadásokkal Springsteen közeledett az áttörés felé. Amikor megjelent a Born to Run album, október 27-én Springsteen egyszerre került fel a Time és a Newsweek címlapjára. 1975. november 18-ától Springsteen és a zenekar elkezdte első európai turnéját, s négy koncertet adtak három városban. Jóllehet Springsteen mindig jobban kedvelte a bensőséges hangulatú klubokat, mint a nagy koncerteket. Londonban például berohant a koncert előcsarnokába és letépkedte a posztereket, amiken az állt: London végre felkészült Bruce Springsteenre.
A Born to Run turné a philadelphiai Tower Theaterben (1975. december 31-én) tartott újévi koncerttel ért véget.

### A Chicken Scratch Turné
Tavasszal Springsteen újra turnézott, és az úgynevezett Chicken Scratch turnén kis előadótermekben játszottak. Az első helyszín: Township Auditorium, Columbia, S.C.. Egy memphisi show után Springsteen és Steve Van Zandt taxival Elvis Presley házához hajtott Gracelandbe. Springsteen átmászott a kerítésen, mert találkozni akart Elvisszel, de elküldték onnan.
1976. július 27-én Springsteen beperelte menedzserét, Mike Appelt, miután rájött, hogy az ellopta mind a koncertekből, mind a lemezeladásokból befolyt pénzt és a szerződések is jogilag kifogásolhatók voltak. Két nappal később Mike Appel is pert indított. Az ügy egészen következő év tavaszáig elhúzódott, ami miatt Springsteen nem tudott dolgozni. Mivel új nagylemezt a per miatt 1978-ig nem készíthetett, az 1976-os év hátralévő részét turnézással töltötte olyan vendégekkel, mint Patti Smith vagy Southside Johnny. A zenekar 1977-ben tovább turnézott, és néhány show-jukban feltűnt a színpadon a Miami Horns is. A turnét három bostoni koncerttel zárták. 1977. május 28-án Springsteen és Mike Appel peren kívül megegyezett, és ezzel gyakorlatilag szakítottak.

### Darkness on the Edge of Town
Nyártól egészen őszig stúdióban dolgozott New Yorkban. Következő albumát Darkness on the Edge of Town címen adta ki 1978. június 2-án. A felvételek egészen az év végéig húzódtak. Márciusban befejezték a Darkness on the Edge of Town felvételeit. A kész album olyan dalokat tartalmazott, mint a Promised Land, Badlands, Prove It all Night, Racing in the Street…. 1978. május 23-án Buffalóban kezdték el a Darkness on the Edge of Town turnét, és 1978. június 2-án jelent meg maga a Darkness on the Edge of Town album. Júliusban Jon Landau hivatalosan is Springsteen menedzsere lett.
1978. augusztus 24-én Springsteen először került fel a Rolling Stone magazin címlapjára. 1978. szeptember 19–21. között a New Jersey-beli Passaicban, a Capitol Theatre-ben tartottak három show-t, ezeket később Springsteen legfontosabb és legemlékezetesebb fellépései között tartották számon. Az első koncertet a rádió is közvetítette, és később az ismert Piece de Resistance vagy Passaic Night címmel kalózlemezként is kiadták. A Darkness turné 1978. május 23-án indult, Buffalo volt az első állomása. Összesen 115 koncertet adtak Amerikában és Kanadában. A turné utolsó állomása az Ohio-beli Richfield volt 1979. január 1-jén. Ekkoriban egy néző petárdája Springsteen arcához közel robbant fel. Ugyanekkor'31 dalával új hosszúsági rekordot döntött, de ez a csúcs azonban csak a következő turnéig élt.

### E Street Band: The River
1979. április 3-án Springsteen újra a stúdióban dolgozott E Street Banddel, hogy elkezdjék felvenni a The River dalait. Springsteen idén motorbalesetet is szenvedett, mert egy fának ütközött, eltörte a lábát, és három hétig ágyban kellett maradnia. A baleset hírére olyan pletykák is megjelentek a sajtóban, hogy Springsteent megölték. 1979. szeptember 21-én, szeptember 22-én Springsteen és a zenekar olyan művészekkel lépett fel, mint Jackson Browne, Chaka Khan, Bonnie Raitt és Tom Petty, két antinukleáris jótékonysági rendezvényen a New York-i Madison Square Gardenben, a No Nukes koncerteken. Springsteen 90 percig játszott mindkét éjjel, és először játszotta el nyilvánosan a The River-t. A második estén, ami harmincadik születésnapja is volt, Springsteen ismét váratlan cselekedetet hajtott végre és tortáját a nézők közé dobta. A ráadásként adott Detroit Medley felkerült a No Nukes albumra, és látható a koncertről készült filmben is. A Video Antologyn látható The River videóklip is itt készült. Ősszel és télen is tartottak az új lemez felvételei. Késő ősszel már késznek tűnt az album, ami a The Ties That Bind címet kapta volna, de Springsteen az utolsó pillanatban visszakozott és további, új dalokat vett fel. Szeptemberben végre véget értek a The River album két éve kezdett felvételei. Ez idő alatt Springsteen több mint 60 dalt írt, és szokása szerint sokat több változatban is kipróbált a zenekarral. A The River turnét mint máskor is, a nagylemez megjelenése előtt Ann Arborban kezdték 1980. október 3-án. Műsoraik több mint három órásak voltak, egy-egy állomáson többnyire 30-nál is több dalt játszottak el.

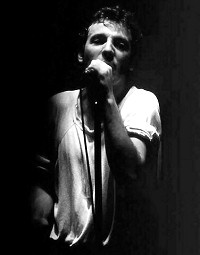
Bruce Springsteen 1981-ben Norvégiában

1980. október 17-én jelent meg a The River dupla album a Columbia Records kiadásában. Ez lett Springsteen első olyan albuma, amely (november 8-án) első helyre került a Billboard Hot 100-as listáján. A Hungry Heart lett Springsteen első Top 10-es kislemeze – a Billboard's Charton az 5. helyig jutott el. Az év végén a New York-i Nassau Coliseum-ban a zenekar három estés koncertsorozatot tartott, amit a New Years Eve show-val zártak – mimdmáig ez Springsteen leghosszabb koncertje 38 dallal, több mint 4 óra zenéléssel. A tervezett európai turnét Springsteen kimerültsége miatt későbbre halasztották, csak április 7-én kezdték el Hamburgban. Ez az első, Észak-Amerikán kívüli turnéjuk – 33 koncerttel 10 országban. Ebből Angliában volt 16 előadás, közülük hat London-ban, a Wembley Arénában. A műsor rövidebb volt, mint a korábbi években. Európából visszatérve Springsteen és az E Street Band július 2-án folytatta a turnét East Rutherfordban, a Meadowlands Arénában egy hat éjszakás koncertsorozattal. A július 2-ai show volt a Meadowland Aréna megnyitója.
1981. augusztus 20-án Springsteen a Los Angeles-i Sports Arenában jótékonysági koncertet adott a vietnámi háború veteránjaiért. Ez lett egyik legjobb és leghíresebb show-ja. Szeptember 14-én Cincinnatiben fejezték be a The River turnét. Egészen 1999-ig ez volt az utolsó olyan előadásuk, amin Steve Van Zandt az E Street Band hivatalos tagjaként lépett fel. A turnén mindenhol telt nézősorok előtt játszottak, és Springsteen nyilatkozatai szerint először jutottak el oda, hogy nem voltak anyagi gondjaik, komolyabb bevételre tettek szert.

### Nebraska
1982. január 3-án Bruce a New Jersey-beli Holmdelben, otthonának hálószobájában egy négysávos magnóval rögzített néhány dalt, később ezek váltak a Nebraska című album alapjává. Márciusban Bruce és az E Street Band csatlakozott az új albumának stúdiófelvételeit készítő Gary U.S. Bondshoz. Bruce írt hét dalt a lemezre, aminek borítóján producerként is feltűnik Steve Van Zandttal egyetemben. Áprilisban stúdióban dolgozott, hogy felvegye a The Rivert követő lemezt. A január 3-án rögzített felvételeket ebben az időszakban demóként használták, de csak néhányat próbáltak el a teljes zenekarral. (Ilyen volt a Born in the U.S.A. és a Downbound Train.) Springsteen nyáron a legkülönbözőbb együttesekkel lépett fel a Jersey Shore bárjaiban. Sokat játszott helyi zenekarokkal az Asbury Park-ban álló Stone Pony klubban. A Cats on a Smooth Surface nevű csapat lett az egyik kedvence. Ezeket a klub-bulikat az év hátralévő részében és 1983-ban is folytatták. Október 4-én jelent meg a még januárban rögzített Nebraska című dal, gyakorlatilag demó változatban. December 22-én jelent meg az MTV-n Springsteen első igazi videóklipje, az Atlantic City, bár Springsteen nem tűnik fel a klipben.
1983 tavaszán Springsteen Kaliforniában maradt, és egymaga készített felvételeket. Az ekkor rögzített dalok: Follow That Dream, Your Hometown (a My Hometown egy korábbi változata), County Fair stb. Hollywood Hills Garage Tapes címen váltak ismertté. Néhányuk feltűnt a Born in the U.S.A. kislemezek B oldalain. Az E Street Band májustól egészen az év végéig folytatta a felvételek rögzítését. Ekkor Steve Van Zandt már nem volt a zenekar tagja, mert saját szólókarrierbe fogott.

## Népszerűsége

### Born in the U.S.A.
Tavasszal Springsteen és a zenekar sokat dolgozott az új albumon. 1982. áprilisára vagy száz dalt rögzítettek. Ezek közül csak 12 került fel a nagylemezre, további néhány különböző kislemezek B-oldalain jelent meg. 1984. május 4-én jelent meg a Dancing in the Dark, mint az első kislemez, amely egyfajta „kóstoló” volt az új albumból. A dal mintegy csak fokozta érdeklődést és várakozást. 1984. június 4-én jelent meg a Born in the U.S.A., Springsteen kereskedelmi szempontból legsikeresebb albuma, a Dancing in the Dark kislemezt kedvelőkhöz új rajongók csatlakoztak – olyanok is, akik korábban alig ismerték Springsteent. 1984. június 29-én St. Paul-ban kezdték el a Born in the U.S.A. turnét. Steve Van Zandt hivatalosan is kilépett a zenekarból, és Nils Lofgren lépett a helyére. Csatlakozott a vokálénekes Patti Scialfa is. Ezen a nyitókoncerten vették fel a Dancing in the Dark videóklipjét is, amin a Jóbarátokból is ismert Courtney Cox együtt táncolt a színpadon Springsteennel. A Born in the U.S.A. az első helyre kerül a Billboard slágerlistáján és hét hétig megőrizte a helyét. A legjobb 10-ben pedig 85 hétig volt jelen. 1984. augusztus 5-e és 20-a között tízszer léptek fel New Jersey-ben a Meadowlands Arénában. A koncertek hatalmas sikert hoztak. A tizedik fellépés egy 33 dalból álló, négy órás maraton volt, amin a Miami Horns mellett Steve Van Zandt is fellépett.
Ronald Reagan elnök Springsteen nevét is felhasználta egy kampánybeszédében a Jersey-beli Hammonton-ban. Néhány nappal később Springsteen határozottan válaszolt az elnöknek egy pittsburghi koncert színpadáról. Springsteen és a zenekar az év hátralévő részében is az USA-ban és Kanadában turnézott.
1985. január 28-án a Dancing in the Darkkal Springsteen elnyerte első Grammy-díját a legjobb pop/rock énekes kategóriában. Az átadón nem vett részt. 1985. Január 28-án és 29-én részt vett a We Are the World című jótékonysági dal felvételein. A Rolling Stone magazin év végi szavazásán a legtöbb kategóriában Springsteen győzött.Március 21-én lépett fel Bruce és a zenekar először Ausztráliában, ahol még további hét fellépésre került sor. Először kapott ugyanakkor negatív kritikát az újságíróktól, amikor testőrei erőszakkal távolították el a helyi szakírókat a reptéren. Március 31-én Ausztráliában a Brisbane-i buli volt Springsteen első valódi, nem stadionban adott, ún. outdoor koncertje. Április 4–22. között először látogattak Japánba, ahol Tokió után még hétszer léptek fel. Május 13-án egy szűkkörű rendezvényen, Oregonban Springsteen feleségül vette Julianne Philips színésznőt.
Az európai turnét 1985. június 1-jén folytatták a Slane Castle-ben, Írországban, ahol egy parkban közel 100 000 rajongó és számos kolléga – például a U2 tagjai – látták koncertet. Európában valóságos Springsteen-őrület kezdődött. A Függetlenség napján 70 000 ember előtt játszottak a londoni Wembley Stadionban. A show-t az Independence Day akusztikus változatával kezdték, és a műsorban színpadra lépett Steve Van Zandt is, akit Springsteen már szóló művésznevén, Little Steven-ként mutatott be. Augusztus 5-én kezdték a Born in the U.S.A. turné utolsó szakaszt Washingtonban. Augusztus 18. és szeptember 1. között Springsteen nyolcszor lépett fel a New Jersey-ben Giants Stadionban 80 000 néző előtt. Springsteen több más sztárral, például Bonóval vendégként szerepelt Little Steven apartheid-ellenes dalában, a Sun City-ben. A Born in the U.S.A. turné négy, szeptember 27. és október 2. között a Los Angeles-i Memorial Coliseumban tartott show-val ért véget, melyet a Glory Days-szel zárták, és még Jon Landau, Springsteen menedzsere is színpadra lépett. A 15 hónapos turnén Springsteen a világ egyik legismertebb rocksztárjává vált. Újra Springsteent választották az év művészévé a Rolling Stone magazin szavazásán, de gyakorlatilag minden egyéb kategóriában is ő nyert.
Január 19-én lépett újra színpadra az E Street Band több tagjával együtt a felszámolásra ítélt 3M plant részére rendezett jótékonysági koncerten Freeholdban. Februárban visszautasította a Chrysler elnöke, Lee Iaccoca 12 millió dolláros ajánlatot arra, hogy felhasználhassa kampányában a Born in the U.S.A. dalt.
Miközben egy élő albumon dolgozott, Springsteen régebbi dalai közt válogatott és többet újrakevert. Október 13-án rendezték az első igazi akusztikus bulit 1972 óta. Springsteen fellépett Neil Young: Bridge Benefit show-jában. Pár dalban Danny Federici (tangóharmonika) és Nils Lofgren (akusztikus gitár) is közreműködött. Ekkor hangzott el először a Born in the U.S.A. eredeti, akusztikus változatában, és a Fire élő videóklipjét is erről a koncertről ollózták ki.

### Bruce Springsteen & the E Street Band: Live 75-85
November 10-én jelent meg a Bruce Springsteen & the E Street Band: Live 75-85 album 5 bakelitlemezen és 3 CD-n. Ez volt Springsteen pályafutásának első hivatalos élő felvétele, amely fokozta Springsteen eddigi sikereit. Ezt jól példázza, hogy sorozatban harmadszor választották az év művészévé a Rolling Stone magazin szavazásán.
Január 21-én több neves művész mellett Springsteen is fellépett azon az ünnepségen, amin Roy Orbisont beiktatták a Rock and Roll Hall of Fame-be. A kis koncertet később Black & White Night címmel hivatalos videón is kiadták.
Springsteen az év nagy részében magában dolgozott házi stúdiójában, a Jersey-beli Rumsonban a Born in the U.S.A.-t követő albumon. Az E Street Band tagjai be-bekapcsolódtak a felvételekbe, de együtt egyetlen dalban sem működtek közre.[forrás?]

### Tunnel of Love
A Tunnel of Love 1987. október 9-én jelent meg. Ennek hangzása visszafogott, hangulata inkább melankolikus, és kizárólag a szerelemről, magányról, emberi kapcsolatokról szól. Az album eladási adatai meg sem közelítették a Born in the U.S.A.-ét, bár a kiadás napján dupla platinalemez lett, és három hét után a slágerlisták élére került. Turnéról még nem volt szó, de tervezett koncertekről már igen. Tárgyaltak egy esetleges szóló (az E Street Band nélküli) akusztikus turnéról is.
Január 20-án Springsteen részt vett Bob Dylan Rock and Roll Hall of Fame partiján. Február 25-én Worcesterben kezdődött el a hónap elején bejelentett Tunnel of Love Express turné – ehhez az E Street Bandet a Miami Horns fúvósszekcióval egészítették ki. Átszeli az Egyesült Államokat, és mindenhol telt házas stadionokban játszottak. A Tunnel Tourt Európában, az olaszországi Torinóban folytatták, majd két nap múlva Róma belvárosában, az ún. Spanyol lépcsőn álltak fel. Június 15-én és 16-án között stadion-koncerteket adtak Rómában. Ekkor egy paparazzo lefotózta Springsteent, ahogy alsóneműben ölelkezik, háttérénekesnőjével, Patti Scialfával. A fotó megerősítette a már turné elejétől terjedő pletykákat kettőjük viszonyáról.
Június 18-án Springsteen előadott néhány akusztikus dalt egy rasszizmusellenes jótékonysági fellépésen Párizsban. A négy számból kettőben Clarence Clemonce is közreműködött. Július 3-án 1978 óta először sugárzott egy rádióadó Bruce Springsteen show-t. A stockholmi fellépés első felét élőben közvetítették. A koncert alatt Springsteen bejelentette, hogy az év második felében részt vesz az Amnesty International Human Rights Now! turnéján.

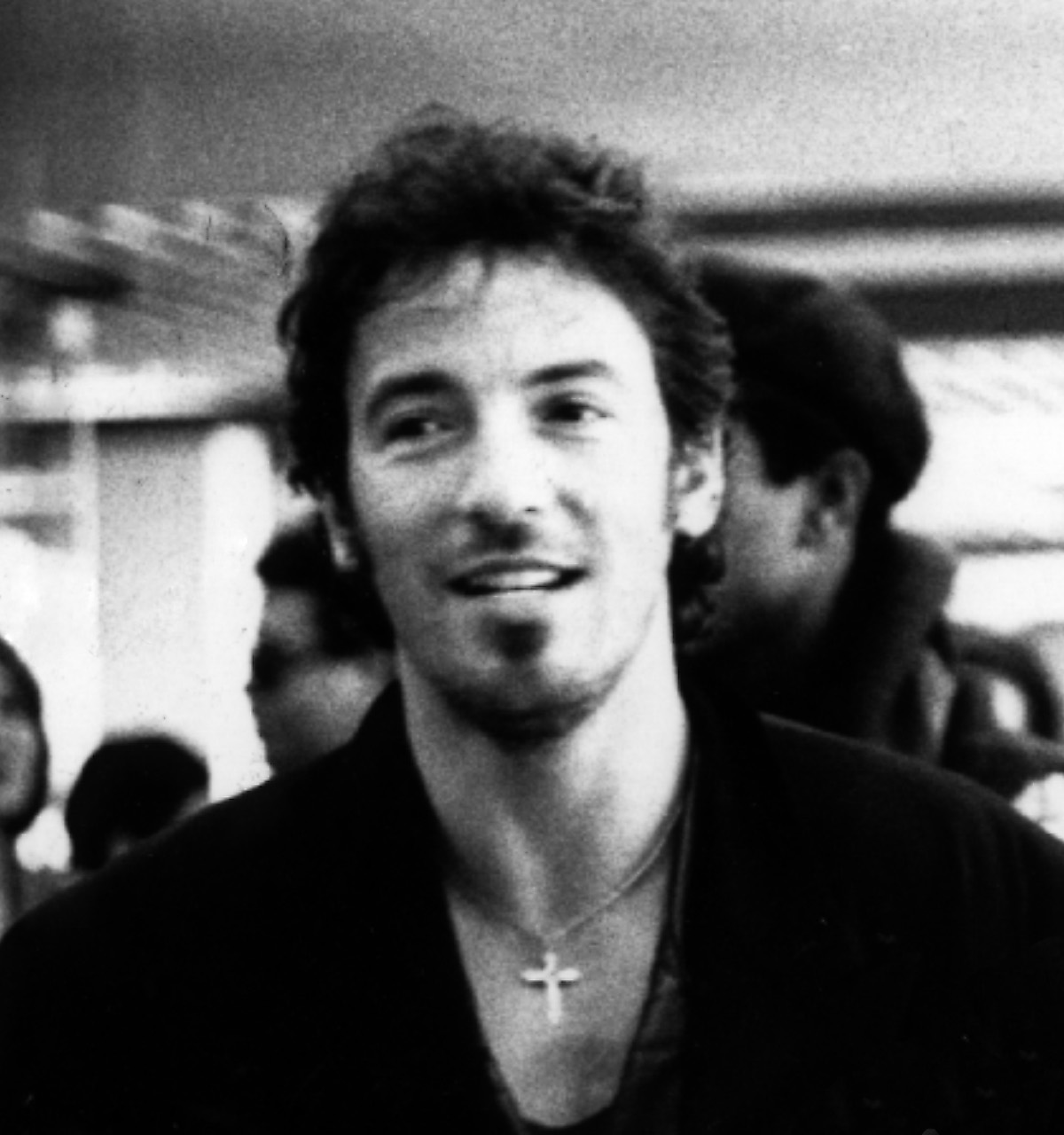
Bruce Springsteen 1988-ban az Amnesty International Turnén

Springsteen július 19-én játszott először a vasfüggöny mögött. A kelet-berlini koncertet 180 000 ember látta. Ez a volt legnagyobb tömeg, ami előtt Springsteen valaha is játszott. A közel 210 perces show nagy részét élőben adta a keletnémet tv. Július 23-án Springsteen három dalt adott elő egy utcazenésszel Koppenhága utcáin, amit egy járókelő kézikamerával rögzített.
Augusztus 3-án a Tunnel of Love Express Tour Barcelonában ért véget. A tervezett New Jersey-i fellépés nem jött össze, s ez volt az első olyan turné, amin Springsteen nem játszott otthonában. A pletykák szerint Springsteen magánügyi botrányai miatt nem is akart hazatérnie Európából.
Szeptember 2-án Londonban, a Wembley Stadionban kezdődött el a The Human Rights Now! turné. Springsteenen kívül a fix fellépők Sting, Peter Gabriel, Youssour N'Dour és Tracy Chapman voltak. A show-t Springsteen és az E Street Band zárta egy 80 perces műsorral.
Szeptember 6-án ért a The Human Rights Now! turné Budapestre, aholt a Népstadionban lépett fel. Springsteen több mint egy órát töltött a színpadon és magyarul is felolvasott néhány mondatot.
A The River-t Stinggel kettesben adták elő, a Chimes of Freedomot Sting, Peter Gabriel, Youssou N'Dour, Tracy Chapman és Springsteen együtt énekelte, a Get Up, Stand Upba pedig még Hobo is bekapcsolódott. A 15 dal kalóz cd-n A Little Bit of Heaven Here in Budapest címen ismert. A turné eljutott Európán kívül Afrikába, Ázsiába, Észak- és Dél-Amerikába is, majd október 10-én a rádióban és tv-ben is világadásként közvetített Buenos Aires-i fellépéssel zárult. Az E Street Band ezután legközelebb 1999-ben zenélt együtt.
Március 1-jén Springsteen hivatalosan is elvált Julianne-tól. Júniustól szeptemberig Springsteen ismét a klubokat járta, főleg Jersey Shore bárjaiban lépett fel.
Szeptember 23-án Springsteen Asbury Park-ban, a Stone Pony-ban ünnepelte 40. születésnapját. Édesanyja és az E Street Band több tagja is színpadra lépett. Október 18-án telefonon felhívta az E Street Band összes tagját, és közölte velük, hogy következő albumát más zenészekkel fogja elkészíteni. Az E Street Bandet feloszlatta.
Az új album munkálatait a télen, Los Angeles-ben kezdte el; 1973 óta először rögzített anyagot új zenészekkel. Decemberben vették fel például a Trouble in Paradise-t és a (később egy Elvis emlékalbumban megjelent) Viva Las Vegast. A zenészek egyik Jeff Porcaro, a Toto kiváló dobosa volt.
Az év elején Springsteen új albumán dolgozott. Az „E Streeter”ek közül csak Roy Bittan maradt a csapatban, hogy segítsen kilábalni Springsteen alkotói válságából. Ekkor Pattivel Beverly Hillsbe költözött. A következő években New Jersey és Los Angeles között ingázva éltek. Még ez évben megszületett első fiuk Evan James Springsteen.
Los Angelesben a Christic Institute részére szervezett jótékonysági koncerten Springsteen szólóban lépett fel. Akusztikus gitáron és zongorán játszott, a régi sikerek mellett több új szerzeményt is előadott. A színpadon vendégként feltűnt Jackson Browne és Bonnie Raitt is.
Springsteen és Patti ekkoriban összeházasodott, majd megszületett második gyermekük, Jessica Rae.

### Human Touch
A Human Touch album gyakorlatilag készen állt, hogy decemberben megjelenjen, de ekkor Springsteen megírta a Living Proof című dalt, ami után úgy gondolta, hogy az addigi anyagot egy társalbummal kellene kiegészíteni. New Jersey-ben, a Stone Pony-ban találkozik Little Steven-nel, Jon Bon Jovi-val és Southside Johnny-val , hogy leforgassanak egy élő videót It's Been a Long Time címmel Southside új albumára.

## Alkotói stagnálás

### Lucky Town
A Human Touch és a Lucky Town album ugyanaznap jelent meg. Springsteen próbálni kezdett az új turnéra a következő zenészekkel:
- Roy Bittan (billentyű),
- Shane Fontayne (gitár),
- Tommy Sims (basszusgitár),
- Zachary Alford (dob),

majd később énekesként:
- Bobby King,
- Crystal Taliefero,
- Carol Dennis,
- Angel Rogers,
- Cleo Kennedy,
- Gia Ciambotti és persze
- Patti Scialfa.

Az új zenekar először egy zártkörű koncerten lépett fel – ezt kizárólag a Sony dolgozói tekinthettek meg a New York-i Bottom Line-ban. Az új formáció első nyilvános fellépése New Yorkban, a Saturday Night Live stúdióban egyben Springsteen első élő televíziós fellépése is volt.
Springsteen némileg konszolidáltabban viselkedett, s érezhető volt, hogy már nem éri el korábbi klasszikusainak sikerét. Négy év után újra európai turnéra indult, amely Svédországban, Stockholm-ban kezdődött. Ezek a koncertek is háromórásak voltak, de a rajongók vegyesen fogadták őket, sőt inkább több régi dalt szerettek volna hallani. Az egyik hiányzó nagy siker az 1975 óta mindig játszott Born to Run volt, amit aztán Milánóban vissza is tettek a műsorba.
Amerikába visszatérve Springsteen 1985 óta először újra New Jersey-ben lépett fel. 11-szer a Meadowlands Arénában és a koncerteken több dalt vettek elő a régi sikerek közül. Felvettek egy kisebb műsort az MTV-nek is. Ez eredetileg az MTV's Unplugged része lett volna, de Springsteen az első dal – a Red Headed Woman – után kis rock-koncertet adott új csapatával. Az észak-amerikai turnét Lexington-ban fejezték be.
A Creedence Clearwater Revival Rock and Roll Hall of Fame-be iktatásán Springsteen mondta a beszédet, és fel is lépett John Fogerty-vel.
Az új európai turnéra készülve Springsteen tartott a zenekarral egy koncertet. Itt olyan dalokat kezdett játszani, amelyeket a '70-es évek óta nem adott elő, és kiadatlan dalai közül is többet műsorra tűzött. A koncert első részét szóló akusztikusra módosította, ezzel is jelezve, merre kíván továbblépni. A turnét a skóciai Glasgow-ban kezdték. A Lucky Townt élőben adta az MTV. A turné Norvégiában, Oslóban ért véget.
Az In Concert – MTV (Un)Pluggedet csak Európában, csak korlátozott példányszámban adták ki.
Amerikába visszatérve két jótékonysági show-n vett részt New Jersey-ben, illetve New York City-ben. A New Jersey-i rendezvényt, ami a Concert to Fight Hunger nevet kapta, a Meadowlandben tartották. A négy órás műsorban rengeteg sztár vett részt. A vendégek között vol Clarence Clemons, Max Weiberg és Little Steven is. Roy Bittannel együtt már több mint a fél E Street Band közösen lépett fel. Felmerült, hogy esetleg újra összeállnak. Ezután Springsteen először szerepelt David Letterman showjában, ahol Paul Schafer együttesével a Glory Dayst adta elő. A második jótékonysági show volt utolsó fellépése akkori zenészeivel.
Az év hátralévő részét visszavonultan töltötte és közben egy új szerzeményt komponált kis házi stúdiójában. A dalt a filmrendező Jonathan Demme kérésére írta új filmje, a Philadelphia főcíméhez. A Streets of Philadelphia lett az évtized legsikeresebb Springsteen-szerzeménye.
Megszületett Springsteen és Patti harmadik gyereke Sam Ryan is. A Rock 'n' Roll Hall of Fame buliján Springsteen Axl Rose-zal elénekelte John Lennon Come Together-jét.
A Streets of Philadelphiával ismét elnyerte Golden Globe-díjat, majd az Oscar-díjat is. A dalt az átadón élőben, az 1992-1993-as turné zenészeivel elő is adta. A Streets of Philadelphia az MTV Music Awardson is elnyerte a legjobb filmdal díját, és Springsteen ott is előadta élőben a dalt. Bejelentette új albumát is, de ez az a lemez soha nem jelent meg. A soha ki nem adott album mellett régi motoros haverja, Joe Grushecky új albumán, az American Babylonon is segédkezett.
Springsteen a befejezetlen 1994-es album helyett egy Greatest Hits lemezt kívánt kiadni, majd egy hirtelen elhatározásnak engedve megkereste az E Street Band tagjait és Little Stevent, hogy rögzítsenek néhány ráadás dalt a New York-i Hit Factory-ban. 1984 óta ez volt az első olyan alkalom, hogy együtt dolgoztak. A felvételek felkerültek a később megjelentetett Blood Brothers videóra is. Springsteen és az újraegyesült zenekar fellépett a New York-i Tramps-ben, hogy egy meghívottakból álló közönség előtt rögzítsék a Murder Incorporated videót, amit Jonathan Demme rendezett. A videófelvétel egy kétórás koncertbe csapott át, amin sok régi dalt eljátszottak. A Greatest Hits első helyen debütált a Billboard chart-on.
Az E Street Banddel lépett fel David Letterman Late Show-jában délután, és még aznap este két órás műsort adtak a Sony alkalmazottainak a New York-i Sony Studiókban. Ez idő tájt Springsteen több tv-interjút is adott.
Hozzáfogott egy akusztikus folk-albumhoz, amit augusztusban fejezett be. Énekelt Berlinben, a Cafe Eckstein-ben, ahol a Greatest hits-hez kapcsolódó Hungry Heart videót rögzítették. Wolfgang Niedecken és más német zenészek kísérték, és a felvétel egy egyórás kis koncertbe fordult.
Az E Street Band újra összeállt a Rock 'n' Roll Hall of Fame múzeum nyitókoncertjére Clevelandben. Bár a terveztek egy Greatest Hits turnét is, egészen 1999-ig nem léptek fel többet együtt. Ezen a koncerten ők kísérték Chuck Berry-t és Jerry Lee Lewist is, Springsteen pedig Bob Dylannel is énekelt egy duettet. Springsteen egy hétre csatlakozott Joe Grushecky csapatához, a Houserockershez, és October Assault néven adtak hat show-t kis klubokban. Springsteen segített népszerűsíteni régi barátjának új albumát, az American Babylont is. Ezután Neil Young akusztikus Bridge Benefit koncertjén lépett fel újra. Itt adott elő először két dalt még kiadatlan új albumáról, a The Ghost of Tom Joad-ról.

### The Ghost of Tom Joad
A The Ghost of Tom Joad című stúdióalbum 1995. november 21-én jelent meg. Ezen a napon kezdte el Springsteen akusztikus turnéját, amin kis színházakban, kongresszusi központokban lépett fel. A turnét Új-Brunswick-ban indította, és a koncerteken egy szál gitárral adja elő dalait úgy, hogy régi sikereit többnyire teljesen átformálta.
Tovább turnézott az USA-ban és Kanadában. Az év elején bemutattak két olyan mozifilmet, amelyekre Springsteen dalt írt: Sean Penn The Crossing Guard-jában felcsendül az 1994-es Missing, Tim Robbins Dead Man Walking című filmjéhez pedig ő írta a címadó dalt. A szóló akusztikus turnét Európában folytatta: az első helyszín Frankfurt am Main volt. A Greatest Hits időszakában készült Blood Brothers videót először láthatták az amerikai tévénézők is.
Springsteen megszakította európai turnéját, hogy visszatérjen az Egyesült Államokba és ott előadja a Dead Man Walkin'-t az Oscar-gálán, a dal azonban nem nyerte el a szobrot. Az európai turnét Madridban fejezte be, majd a nyári szünet után újra az USA-ban indult útnak a Tom Joad-turnéval. Részt vett egy Woody Guthrie emlékkoncerten, ahol részint Woody Guthrie dalait adta elő, részint saját szerzeményeit. Egy jótékonysági koncerten játszott régi középiskolájában, a Freehold-ban. Erre csak freeholdi lakosok léphettek be, és ők hallhatták a Freehold című új dalt.
Springsteen három jótékonysági koncertet adott az Asbury Park-ban, a Paramount Theatre-ben. Ezeken a legrégib, a korábbi koncerteken ritkán játszott szerzeményei közül is felcsendült több dal. Vendégként Mad Dog Lopez, Danny Federici és Suzie Tyrell is besegített. A Tom Joad-turné utolsó előadását az észak-karolinai Charlotte-ban tartották.
Az akusztikus koncerteket Japánban folytatta; pusztán Tokióban hármat is tartottak. Ezután Ausztrália következett: tíz előadás Brisbane-ben, Melbourne-ben és Sydney-ben. A műsorba Woody Guthrie eredeti Tom Joad dalát is bevették.
A The Ghost of Tom Joad a Legjobb Folk Album kategóriában elnyerte a Grammy-díjat; az átadó ünnepségen Springsteen elő is adta a dalt. Megkapja a svéd Polar Music Prize díjat is. A díj átadására elment svéd király is, majd a hivatalos vacsorán Springsteen eljátszotta két dalát.
A Tom Joad-turné utolsó szakaszát Bécsben kezdte el. Először lépett fel Lengyelországban (kétszer Varsóban), majd Csehországban is. A prágai koncert után Springsteent fogadta Václav Havel köztársasági elnök is. Nápolyi műsora után Springsteen kiállt a színház erkélyére, és a várakozó rajongóknak elénekelte a Thunder Road-ot. A Tom Joad-turné két párizsi koncerttel ért véget. Az 1995-ös indulásától a koncertek hangulata egyre javult, sok új, talking blues-szerű dal épült a műsorba, a kísérőszöveg is egyre szabadabb lett, a vége felé Springsteen sokszor már szinte komédiázott.
Szeptember 4-én a Wallflowers-szel lépett fel az MTV Video Awards bulin Los Angelesben: a One Headlight című dalt játszották közösen. Ezután belekezdett egy újabb folk-albumba, de az sem jelent meg soha.
Springsteen Clinton elnökkel énekelte fel a The Times They Are 'a-Changing című dalt a Kennedy Center Honors-ban egy Bob Dylan emlékalbumra.
Springsteen fellépett New Jersey-ben egy rendőr, Patrick King részére rendezett jótékonysági koncerten. Részt vett ezen még Jon Bon Jovi és sok más New Jersey-i művész, többek között Southside Johnny, Little Steven, Bobby Bandiera, Clarence Clemons, Max Weinberg, Patti Scialfa.
Ebben az évben halt meg Springsteen édesapja. A temetés után Springsteen belefogott egy korábban kiadatlan dalait tartalmazó box set munkálataiba. A boxot először 6 cd-re tervezték, végül 4 lett belőle.
Egy londoni bíróságon pert indított, amiért Before the Fame címmel kiadták '72-es demo felvételeit. A pert megnyerte, a kalózkiadványt bevonták a piacról. Bejelentették, hogy E Street Band Reunion turnéra készülnek.
Az Emberi Jogok Nyilatkozatának 50-edik évfordulóján Springsteen fellépett Párizsban az Amnesty International koncertjén, és egy szál akusztikus gitárral adta elő a Born in the U.S.A, a No Surrender és a Ghost of Tom Joad dalokat. Fellépett még Peter Gabriel, Youssour N'Dour és Tracy Chapman, a tíz évvel korábbi koncertsorozat csapatának állandó tagjai, és mellettük sok, azóta feltűnt előadó is: Alanis Morissette, a Radiohead, Shania Twain, Asian Dub Foundation stb.
Springsteen Conan O’Brien Late Night show-jában előadta a Working on the Highway-t , majd „visszacsábította” Max Weinberget New Jersey-be, az E Streeter közelgő Reunion turnéjának próbáira.
Március 15-én iktatták be Bruce Springsteent és az E Street Bandet a Rock and Roll Hall of Fame-be. A ceremóniát New York City-ben, a Waldorf Astoria Hotelben rendezték. A köszöntőt Bono, a U2 énekese mondta, és Springsteen maga hívja az egész E Street Band-et a színpadra, hogy megossza velük a nagy pillanatot. Később előadtak négy dalt a jelenlevőknek; 1995 szeptembere óta ez volt a zenekar első közös fellépése. Springsteen és az E Street Band két bemelegítő koncertet tartott az Asbury Parkban, a Convention Hallban. Springsteen „az E Street Band újraszületésének” nevezte ezeket a koncerteket. A turnét Spanyolországban, Barcelonában kezdték.

### 18 Tracks
1999. április 12-én jelent meg a 18 Tracks című válogatásalbum, a korábban megjelent 4 lemezes Tracks egylemezes esszenciája három régi-új dallal.
Az E Street Band végigturnézta Európát: 36 koncert 26 városban, 13 országban. A 15 estéből álló New Jersey-i koncertsorozatot július 15-én nyitották; a jegyek egy nap alatt az összes napra elkeltek. Ezeket a hazai koncerteket 308 000 néző látta. New Jersey-ből továbbindultak a keleti part több más városába. 1999. szeptember 23-án Bruce Springsteen betöltötte 50. életévét. A turné 1999-es részét a nyugati parton és közép-nyugaton fejezték be. Egy három estés oaklandi sorozat után Patti Scialfa dobhártyája egy repülőúton megsérült ezért a hátralévő heteket kihagyta. A turnét Minneapolisban befejezték, de Springsteen bejelentette a rajongóknak, hogy a 2000-es években újrakezdik.

Bár a The Promise című dalát két kategóriában is jelölték a Grammy-re, a díjakat végül a Red Hot Chili Peppers és Lenny Kravitz vitte haza. Til We Outnumber 'Em címmel rögzítették a zenekar egy élő koncertjét Clevelandben, és ezt egy Woody Guthrie tribute meg is jelentették. A CD-n hallható Springsteen néhány korábban kiadatlan dala is – a Riding in My Car és a Plane Wreck at Los Gatos. Az egyik atlantai előadáson Springsteen eljátszotta két új dalát: a Further On Up the Road-ot és az American Skin (41 Shots)-ot. Ez utóbbi arról a rendőri túlkapásról emlékezik meg, amikor a New York-i rendőrök 41 lövéssel megölték Amadou Diallo teljesen fegyvertelen bevándorlót. Springsteent ezután nyilvánosan megtámadta Rudy Giuliani főpolgármester és New York City rendőrszövetségének néhány tagja. A rendőrség bejelentette, hogy bojkottálja Springsteen koncertjeit.[forrás?] Springsteen továbbra is játszotta az American Skin-t, amit mind a tíz New York-i, június 12. és július 1. között az MSG-ben tartott koncertjén előadott. 

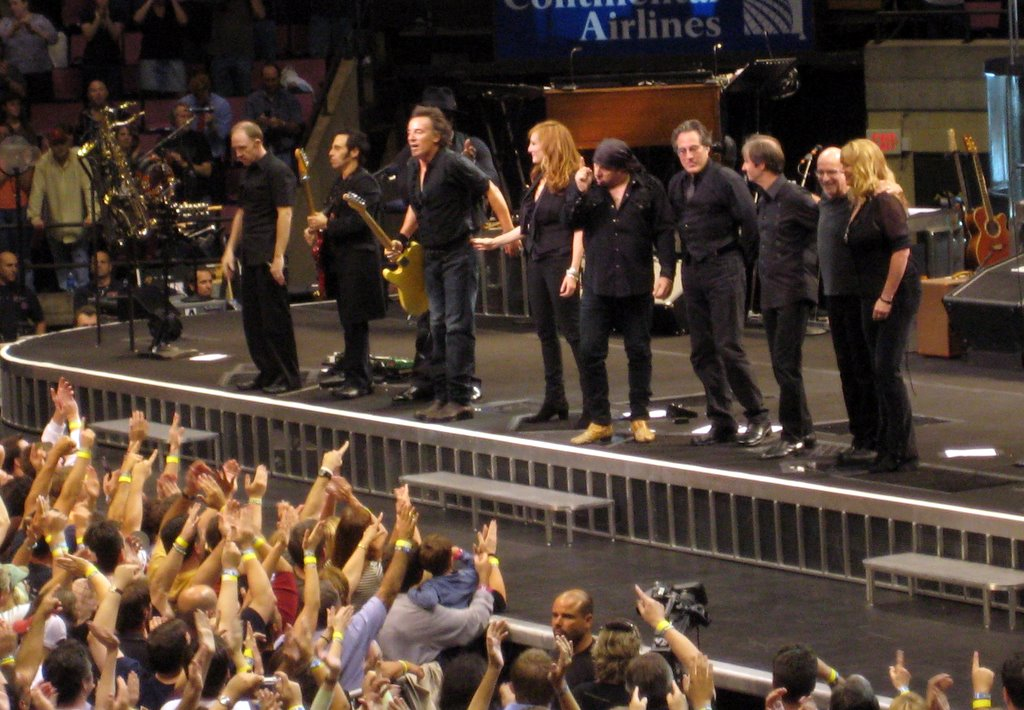
Bruce Springsteen & The E Street Band

Július 1-jén tartották az utolsó Reunion koncertet a Madison Square Garden-ben. Olyan ritkaságok csendülnek fel, mint a The Promise, az E Street Shuffle és a Lost in the Flood. A Blood Brothers című dalt a korábbitól eltérő szöveggel adta elő Springsteen (ez a változat a Live in NY City DVD mellékleteként megjelent maxi cd-n érhető el). Mindez után néhányszor fellépett New Jersey-ben régi barátjával, Joe Grusheckyvel.
December 17-én és 18-án rendezték az ezredév utolsó hivatalos Springsteen-koncertjeit az Asbury Park-ban, a Convention Hallban. Itt Springsteen két karácsonyi jótékonysági show-n lépett fel, megsegítve nyolc különböző, de egyaránt Jersey-hez kötődő karitatív szervezetet. Ezeken a koncerteken vendégeskedett a Max Weinberg 7 zenekar is, és meghívottként fellép több New Jersey-i sztár is: Southside Johnny, Bobby Bandiera és a teljes E Street Band. Ez volt Springsteen új dala, az Asbury Parknak és New Jerseynek ajánlott My City of Ruins világpremierje is.
A Born to Run győzött a Rolling Stone magazin weboldalának Klasszikus Popdal-díj szavazásán. Az American Skin második lett a kritikusok által odaítélt Legjobb kislemezdal kategóriában. A döntés külön érdekessége az volt, hogy ezt a dalt addig hivatalosan még nem adták ki. A Born to Run és a Darkness on the Edge of Town albumokat a VH1 zenei csatorna beválogatta A rocktörténelem legjobb 100 albuma közé – előbbit a 27., utóbbit a 68. helyen.

### Blood Brothers – DVD
Januárban jelent meg Springsteen első DVD-je, a Blood Brothers (aminek tartalma megegyezett az azonos című 1996-os VHS-kiadvánnyal), valamint a Bruce Springsteen: The Complete Video Anthology – 1978-2000, ami a korábbi VHS-anyag mellett az azóta elkészült klipeket is tartalmazta.
Springsteen elveszítette a brucespringsteen.com domain névért indított pert. A bíróság úgy döntött, hogy a domain tulajdonosának van némi jogalapja a név birtoklására, és Springsteen nem tudja bebizonyítani, hogy a használat rosszhiszemű. Springsteen hivatalos honlapja ezért a www.brucespringsteen.net lett.

### Bruce Springsteen and the E Street Band – Live in New York City
Áprilisban jelent meg a rég várt élő album, a Bruce Springsteen and the E Street Band – Live in New York City, és az Egyesült Államokban 5., Angliában a 9., Olaszországban pedig az első helyen debütált. Springsteen bekerült a HBO-csatorna műsorába egy két órás videóval, amit utolsó New York-i koncertjein rögzítettek a Madison Square Garden-ben. Az album kiadásának napján éjfélkor Springsteen meglepte a New Jersey-i Red Bank-ben a lemezboltnál várakozó rajongókat: két órát töltött velük barátkozással, autogramok osztogatásával, fényképezgetéssel.
Júliusban Springsteent és a zenekart hat Emmy-díjra jelölték. Feleségével elment a Greenfingers című film bemutatójára – a film zenéjében felhanzik az If I Should Fall Behind című dala is. Augusztusban Springsteen fellépett a Clearwater Festival-on, ahol néhány, akusztikus hangszerekkel kísért dalát adta elő.
A következő évek programjait jórészt a szeptember 11-ei terrortámadás határozta meg. Az America – A Tribute to Heroes Telethon jótékonysági tv-adást szeptember 21-én Springsteen egy dala nyitotta meg. Ez a dal a My City of Ruins volt, aminek 2000 decemberi szövegét csak minimálisan kellett átdolgozni. A felújított dalt Springsteen a WTC és a Pentagon elleni támadás áldozatainak ajánlotta. Springsteen Neil Young, Stevie Wonder, Billy Joel, U2, Dave Matthews, Paul Simon és mások társaságában részt vett egy páros jótékonysági koncerten, aminek anyagát CD-n és DVD-n is kiadták. A felvétel két időpontja október 19. és 20. volt, helyszíne pedig a New Jersey-i Red Bankben álló Count Basie Theatre. A bevételt a 9/11-ei tragédia helyi áldozatainak megsegítésére fordították.

### Bruce Springsteen and the E Street Band Live in New York City – DVD
November 6-án jelent meg a Bruce Springsteen and the E Street Band Live in New York City DVD. Ez a HBO műsorán túl még 80 percnyi új, a Madison Square Garden-be felvett anyagot tartalmaz. Springsteen immár szokásosnak mondható karácsonyi bulijait ismét az Asbury Park-ban tartotta. 2000-ben csak két ilyen fellépés volt, 2001-ben már öt.

## Újabb mainstream sikerek
A Life a Rock and Roll 50-ik évfordulója alkalmából megválasztotta a rocktörténelem száz legnagyobb alakját, és közöttük Springsteen lett a 15.. Különböző sajtóhíresztelések új album és világ körüli turné előkészületeiről szóltak, és ezeket a híreket különböző interjúkban Steve Van Zandt, Nils és Clarence is alátámasztotta. Ez idő tájt Atlanta és New York stúdióiban dolgoztak.
Bruce Springsteen első magyarországi honlapja március 31-én indult el.
Springsteen a Rumson County Day School-ban előadta a Darlington County-t. Az Our Pa's each own one of the World Trade Centers, For a kiss and a smile I'll give mine all to you sorokat benthagyta a szövegben.
Május 14-én fellépett a Sony alkalmazottak számára ünnepségen, és öt új dalt: Mary's Place, Nothing Man, The Rising, Lonesome Day, Into the Fire adott elő a hamarosan megjelenő albumról. Később Gordon „Tex” Vinyard meghívására elment Freehold-ba egy park megnyitójára – a 60-as évek második felében Vinyard segítette anyagilag Springsteen első zenekarát, a The Castiles-t.

### The Rising
2002. július 30-án jelent meg a The Rising, és hamarosan az eladási listák első helyére került. Ez volt Springsteen első stúdió-rockalbuma 1992 óta és az első igazi közös nagylemeze az E Street Banddel 1984 óta. Az új producer nem volt más, mint a Pearl Jam hangzásáért is felelős Brendan O'Brien. A The Today Show élőben sugározta egy minikoncertjüket az Asbury Parkból. A Convention Hall-ban négy dalt játszottak el:The Rising, Into the Fire,Lonesome Days,Glory Days. A következő két hét médiafellépések sorát hozta Springsteen és a zenekar számára: a David Letterman show-ban, a Night Line-ban, a VH-1-ben, a Time és a Rolling Stone magazinokban. A nagylemezek eladási versenyében augusztus 5-én, a megjelenés után egy héttel az Egyesült Államokban, Kanadában, Németországban, Olaszországban, Spanyolországban, Belgiumban, Finnországban, Svédországban, Norvégiában, Dániában és Angliában is első helyre került a The Rising.
Augusztus 7-én a New Jersey-i Continental Airlines Arénában kezdték el a 2002-2003-as Rising World Tourt. A két következő helyszín: Washington, D.C. és New Yorkban Madison Square Garden. Springsteen az MTV Video Music Awards díjátadóján meglepően hosszú „minikoncertet” adott a szakadó esőben a New York-i Rose Center előtt. A minnesotai egyetemen, a Frederick R. Weisman Art Museumban megnyitották a Springsteen: The Troubador of the Highway című fotókiállítást, amit később más városokba is átköltöztettek. A megnyitón maga Springsteen is megjelent.
Októberben adták ki a Kindred Spirits: A Tribute to the Music of Johnny Cash című emléklemezt, amin Springsteen a Give My Love to Rose című dalt adta elő. Európában az első helyszínük Párizs, Bercy volt. Először itt csendül fel a turnén a Backstreets című dal. A barcelonai koncert első feléről az MTV és a VH1 zenei csatorna is adott élő, illetve újrakevert műsort, a koncert több dala felkerült hivatalos cd-kre, dvd-kre. Különösen emlékezetes a Spirit in the Night szóló, zongorán kísért változata, ami közben Springsteen elfelejtette a szöveget, és leleményesen vitte tovább a dalt a közönség nem kis derűjére. Az E Street Band és Springsteen Clarence szemműtéte miatt néhány fellépést 2003-ra halasztott.
Springsteent öt kategóriában jelölték Grammy-díjra. Ezt korábban összesen hétszer tudta elnyerni – most hármat nyert, a következő kategóriákban: legjobb férfi rock hang, legjobb rock dal és a legjobb rock album. Mindhárom díjat a The Risinggal érdemelte ki. Ezt a dalt elénekelte az ünnepségen is, majd később Steven Van Zandt, Elvis Costello, Tony Kanal és David Grohl társaságában közreműködött a The Clash-féle London Calling előadásában is.
Január vége felé Springsteen két jótékonysági akusztikus koncertet adott a Somerville színházban a Doubletake Magazine részére, a közönség aktív bevonásával, amolyan beszélgetős formában. Mindkét este felcsendült egy új dal is, a The Wall. Az E Street Band egykori első koncertjének helyszínén, a New Jersey-beli Atlantic City-ben előadták a Jersey Girlt, a ritkán játszott Roll of the Dice-t és a Beatles klasszikusát, a Tell Me Why-t is a műsort persze az Atlantic City nyitotta. A bécsi koncert után három nappal a milánói San Siro stadionban zárták a The Rising turné európai szakaszát. A záró koncertet különösen emlékezetessé tette, hogy második felében óriási felhőszakadás és villámlás jutott a lelkes közönségnek, így a dalok közé a Follow that Dream-en és a Growin' Up-on kívül sebtiben fölvették a Who'll Stop the Rain-t is. A műsort egy 10 perc hosszú Rosalitával fejezték be.
Augusztus elején Springsteen a Lincoln Financial Fielden épült, vadonatúj Eagles futballstadionban lépett fel. A három telt házas koncertet összesen több mint 150 000 rajongó látta. Sok igazi ritka csemege került a műsorba, többek között:
- Night,
- Lost in the Flood,
- Something in the Night,
- Trapped,
- For You,
- Spirit in the Night,
- Tougher Than The Rest,
- I'm a Rocker,
- Pretty Flamingo,
- I'm Going Down,
- Incident on 57th Street,
- Saint in the City,
- Be True és
- From Small Things.

A Zagat című könyv 10 500 válogatott zenerajongó szavazatai alapján felsorolta minden idők legnépszerűbb 1000 albumát. A lista első helyén már nem a Beatlesállt, hanem Bruce Springsteen, a Born to Run című lemezével, sőt a legjobb 10-be bekerült a Darkness on the Edge of Town is.
Október elején zárták a turnét három telt házas koncerttel a New York-i Shea stadionban. Ahogy a több mint 3 millió nézőt vonzó, több mint száz fellépésből álló, világ körüli utazás legutolsó 10–15 koncertjén, ezúttal is rengeteg ritkaság került a műsorba.

### The Essential Bruce Springsteen

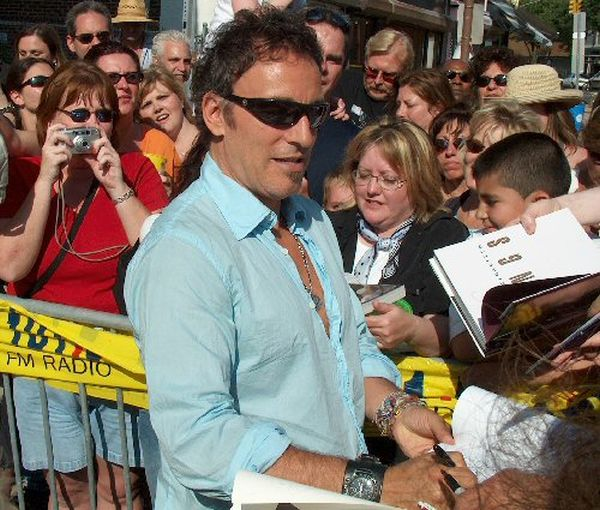
Bruce a rajongóival 2004-ben, New Yorkban

2003. november 11-én jelent meg az Essential Bruce Springsteen válogatáslemez: dupla CD-n az életmű kivonata + egy extra korongon kiadatlan felvételek és ritkaságok. Kiadták a Live In Barcelona DVD-t is: ez (2002. október 16., Barcelona Palau St. Jordi) lett Springsteen első, hivatalosan kiadott teljes koncertje.
Springsteen a The Rising turné utáni feltöltődéssel töltötte az év első felét, miközben besegített felesége, Patti Scialfa második szólóalbumának munkálataiba. Színpadon először márciusban tűnt fel, amikor ő iktatta be Jackson Browne-t a Rock'N'Roll halhatatlanjai közé. Másnap közreműködött az újdonsült „halhatatlan” New York-i koncertjén is. Augusztus elején bejelentették, hogy Springsteen és az E Street Band is részt vesz a Vote for Change turnén, azon az öt koncertből álló egyesült államokbeli koncertsorozaton, amely: kampány a jelenlegi kormány leváltásáért. Springsteen hivatalos honlapján meg is indokolta döntését, és több, hosszabb lélegzetű interjút is ad erről a témáról.
A Vote For Change turné hangulata remek volt, bár – utóbb kiderült – tényleges hatást nem értek el vele, hiába kampányolt Bush ellen az amerikai zenei élet krémje – Springsteenék mellett Bonnie Raitt, a Dave Matthews Band, a Dixie Chicks, a Bright Eyes, Jackson Browne, James Taylor, John Fogerty, John Mellencamp, a Jurassic 5, Keb' Mo', Kenneth „Babyface” Edmonds, a Pearl Jam és az R.E.M. – az elnököt újraválasztották. A turnén Springsteen és az E Street Band az R.E.M.-mel és a Bright Eyes-szal szerepelt egy műsorban, amit mindig Springsteenék zártak. A Főnök (The Boss) meghívott vendégként közreműködött a R.E.M. néhány dalában is. A turné hivatalos zárókoncertjét az összes fellépővel The National Anthem címmel élőben sugározta az amerikai Sundance Channel tv-csatorna. Két nappal később a turné nagy sikerére tekintettel Springsteen még a Jersey-i Meadlowands Arénában is fellépett egy amolyan ráadáson – kisebb csapattal, de változatlan elánnal.
Október 28. Springsteen pályafutásának talán legnyíltabb politikai szerepvállalása: Kerry választási hadjáratának madisoni állomásán, 80 000 demokrata szavazó előtt nemcsak eljátszotta akusztikus gitár/szájharmonika kísérettel a The Promised Landet és a Kerry kampányának egyik fő dalává vált No Surrendert, de kisebb beszédben méltatta is a politikust.
Novemberben Springsteen – immár sorban az ötödik esztendőben – fellépett a Parkinson-kórban szenvedők megsegítésre rendezett Light of Day jótékonysági koncerten – másfél órás műsort állítottak össze Joe Grushecky-vel és zenekarával. November 9-én Springsteen először tett ki az internetre egy saját feldolgozást: a hivatalos oldaláról letölthető a Vote for Change turné összes koncertjének nyitódala: az amerikai himnusz (The Star-Spangled Banner) stúdióban rögzített változata.
December 2-án egy újabb remek hangulatú jótékonysági koncertet adott Pittsburgh-ben, az árvízkárosultak javára, ugyancsak Grushecky-vel közösen, majd az évet a szokásos karácsonyi „Bruce és barátai jam” zárta: két nagyszerű buli Bobby Bandeirával, a Juke fúvósokkal és nagyon extra műsorral 19-én délután és este. A rendezvényt szokás szerint New Jersey-ben tartották – ezúttal a Harry's Roadhouse-ban.
Január-februárban Springsteen új albumán dolgozott, az erről szóló híreket február közepén hivatalosan is megerősítették. A Joe Grushecky-vel közösen írt Code of Silence egy újabb Grammy-t hozott Springsteennek.
Március 14-én a New York-i Waldorf Astoriában, a Rock 'n Roll Hall of Fame ceremóniáján Springsteen iktatta be a U2-t a rock halhatatlanjai közé, viszonozva a gesztust, amivel 1999-ben őt köszöntötte így Bono, a U2 énekese. A U2 helyszíni minikoncetjén Springsteen is közreműködött az I still haven't found what I'm looking for-ban.

### Devils and Dust

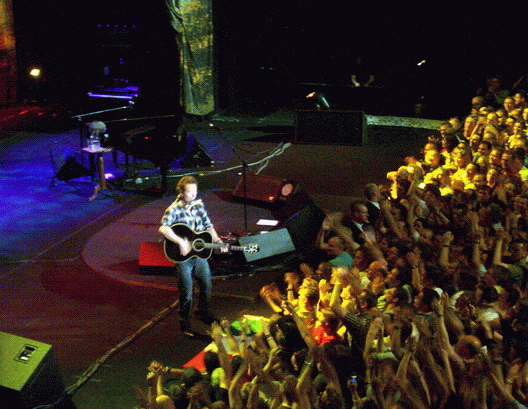
Bruce Springsteen koncert, Frankfurt, 2005. június 15.

Április elején Springsteen A VH1 Storytellers című sorozatában lépett fel, Red Bankben, a Two Tower Theater-ben. Nyolc dalt játszott el, és közöttük történeteket mesélt, hosszú bevezetőket mondott, és az előadás végén még egy kis kérdezz-felelek játékot is beiktatott. Az új, Devils & Dust turnét gyakorlatilag már a lemez megjelenése előtt elkezdték két bemelegítő koncerttel az Asbury Parkban. A koncertsorozat nyár közepéig tervezték:, május végig az USA-ban, utána Európában.
2005. április 26-án jelent meg Springsteen 13. stúdióalbuma, a Devils and Dust. A dalokat a Los Angeles-i és a New Jersey-i Thrill Hill Recording stúdiókban rögzítették, az utómunkálatokat Atlantában végezték. A producer most is Brendan O'Brien volt, és a lemezen az E Street Band néhány tagja mellett más zenészek is közreműködtek. Az album 13 dalát Springsteen pályafutása során először egy különleges „dual disc” formában jelentették meg Amerikában. Ennek másik, DVD oldalán egy kis film látható, amin Springsteen öt dalt játszik el élőben a lemezről, némi kommentárral. Ez Európában is jár a lemezhez, csak az itt nem kétoldalas volt.
A Devils & Dust az eladási listák első helyén debütált 10 országban: Amerikában, Angliában, Írországban, Olaszországban, Németországban, Dániában, Svédországban, Svájcban, Hollandiában, Ausztriában. Április-júniusban a Devils and Dust turné első körét, Springsteen számtalan meglepetéssel fűszerezte. Rengeteg dalt tartott műsoron, a programot állandóan változtatta. A Tom Joad turnéhoz képest újításként Springsteen nemcsak gitározott, de zongorázott és orgonált is a, továbbá a cappella énekelt torzított mikrofonba, és néha még a bendzsót vagy az ukulelét is elővette. A számok teljesen szabad értelmezésben, sokszor többféle variációban is felcsendültek. A műsort minden este a Dream Baby Dream gospel-szerű átirata zárta. A turnéról hazafelé tartva rögtönzött koncerttel örvendeztette meg az izlandi Keflavík repülőterének személyzetét és néhány meglepett várakozót a tranzitban, amíg különgépe üzemanyagot vett fel.
Július-novemberben tartották a Devils and Dust turné második szakaszát Kanadában és újra az USA-ban, még több ritkasággal. November 19-én, Hollywoodban Clarence és Steve is közreműködött vendégként a Drive all Night-ban, A turné záróbuliján, a New Jersey-i Trentonban Springsteen egész családjával és barátaival játszotta el a Santa Claust.

### Born to Run: 30th Anniversary Edition
2005. november 15-én a Born To Run kiadásának 30. évfordulója alkalmából megjelent a Born to Run album újrakevert változata két különleges ráadás lemezzel. Ezek egyike az 1975-ben, a londoni Hammersmith Odeon-ban tartott, több mint 2 órás koncert anyaga (a teljes show!) volt DVD-n, a másik egy körülbelül 90 perces dokumentumfilm arról, hogyan is készült az album. A filmben megszólalnak a zenekar tagjai, Jon Landau producer, Mike Appel, Springsteen korábbi menedzsere, és Jimmy Iovine hangmérnök is.
Az 1975-ös koncert teljes anyagát zártkörű vetítésen a budapesti Toldi moziban is bemutatták. A magyar közönség először láthatott moziban Springsteen-koncertet.

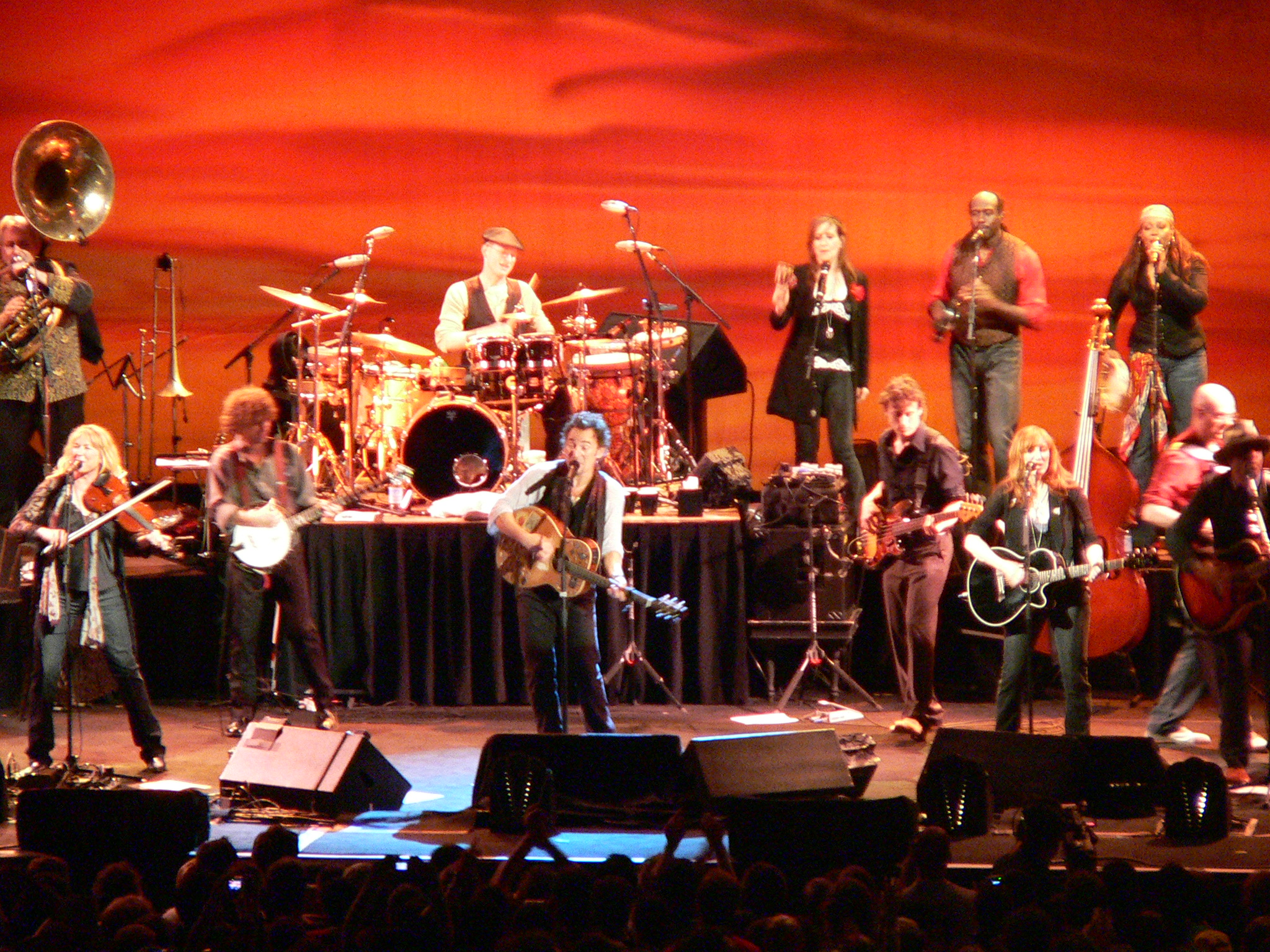
Bruce Springsteen and the Seeger Sessions Band Milánóban 2006. május 12-én

A New York Guitar Festival nyitóműsora, a Nebraska Project Springsteen '82-es albumának tisztelgett, neves fellépőkkel (többek közt Mark Eitzel, Michelle Shocked, Jen Chapin, Chocolate Genius) és sok kommentárral. A végén Springsteen is beszállt egy közös Oklahoma Hills-re. Februárban újabb Grammyt kapott, ezúttal a Best Solo Rock Vocal Performance kategóriában a Devils & Dust daláért.

### We Shall Overcome – The Seeger Session
2006. április 25-én jelent meg a We Shall Overcome – The Seeger Session album. Ez volt Springsteen 21. albuma – de az első olyan, amelyen egyetlen saját dalt sem játszott. Valamennyi szerzemény népdal, illetve a '20-as, '30-as években, azokhoz hasonló stílusban írt műdal feldolgozása volt, a legtöbbjüket a főleg az '50-es, '60-as években népszerű Pete Seeger folklegenda is énekelte. A lemez anyagát sem aprólékos stúdiómunkával, állították össze, hanem három, Springsteen farmján nyélbe ütött összejövetelen vették fel egy külön erre a célra verbuvált együttessel, ami ilyenformán a Seeger Session Band nevet kapta.
Springsteen és a Seeger Session Band áprilisban öt nyilvános főpróbát tartott szokásos hazai pályáján, az Asbury Parkban álló Convention Hallban. Springsteen a Seeger Session Band-del fellépett a New Orleans Jazz Fesztiválon. Itt Springsteen korábban még nem játszott, de folkos műsora és 20 tagú csapata nagy sikert aratott.
A Seeger Session európai turnéját májusban kezdték, és koncertek hangulata végig remek maradt. Springsteen felvette a programba több saját dalának – Cadillac Ranch, You Can Look, Johnny 99, Atlantic City stb. – újraértelmezett változatát és néhány, a lemezen nem szereplő népdalt is. A BBC televízió május 9-én egy különleges helyszínen, a londoni Szent Lukács templomban rögzítette műsorukat. Ezt az egyórás koncertet később a Magyar Televízió is többször levetítette. A turné után pletykák „kaptak szárnyra” arról, hogy Bruce és Patti házassága megromlott, válni készülnek – ezt Springsteen hamarosan a honlapján cáfolta, de a sajtó egy rövid ideig Magyarországon is cikkezett erről. A nagy érdeklődésre tekintettel Bruce és a Seeger Session Band másodszor is ellátogatott az öreg kontinensre. Különleges helyszíneken is játszottak, mint például az 1600-as években épült Villa Magnin parkjában Udine mellett, a Veronai Arénában vagy a granadai Plaza del Torosban, egy bikaviadalokra épített amfiteátrumban. Az év hátralevő részében Springsteen letudta a szokásos jótékonysági bálokat, először Joe „Light Of Day” Grusheckyvel, majd karácsony tájékán a családdal, a Mikulással, és mindenkivel, aki csak New Jersey-ben számít.

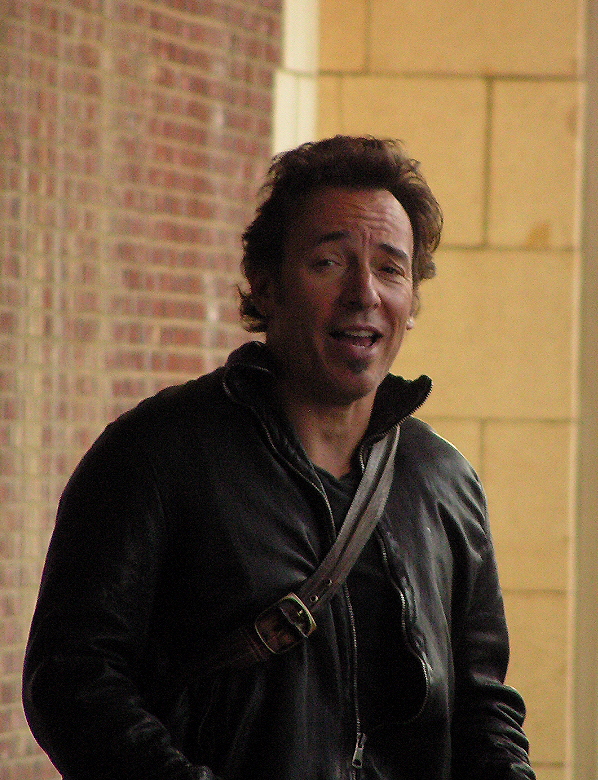
The Boss

Februárban Springsteen két újabb szobrocskával gazdagította Grammy-gyűjteményét: A We Shall Overcome – The Seeger Session lemez a Legjobb hagyományos folk album, a Born To Run ünnepi kiadásának Wings for Wheels DVD korongja pedig a Legjobb egész estés zenei videó kategóriában nyert.
Február 15-én jelent meg a We All Love Ennio Morricone emlékalbum. Springsteen a Once upon a Time in the West (Volt egyszer egy vadnyugat) fő témájával szerepelt a lemezen. A New York-i Carnegie Hall-ban koncertet szerveztek tiszteletére. Fellépett egyebek közt: Steve Earl, Patti Smith, Ronnie Spector, Marah, Badly Drawn Boy, Jesse Malin is.

### Live in Dublin
Június elején jelent meg a Live In Dublin dupla CD-n és DVD-n – ez a koncert gyakorlatilag a Seeger Sesssions korszak esszenciája. Springsteen újra az E Street Band-del kezdett dolgozni egy új albumon Atlantában, Brendan O'Brien producer bábáskodásával.
Szeptember 28-án kora reggel egy emlékezetes minikoncert előzetest adtak New Yorkban, a Rockefeller Plaza előtt; ezt az NBC Today Show-ja élőben közvetített. Este még a Convention Hall-ban is előadtak egy szokásos, félhivatalos turné főpróbát.

### Magic
2007. október 2-án adták ki a várva várt új albumot, a Magicet, 12 új dallal. Ezek közül az utolsó (Terry's Song) egy úgynevezett rejtett track – a dalt Springsteen nemrég elhunyt barátja és turnémindenese, Terry Magovern emlékére írta. A kislemezes húzódal a Radio Nowhere volt, és hamarosan a Long Walk Home klipje is feltűnt a képernyőkön. A Magic turnét is az Egyesült Államokban kezdték és majd Európában folytatták. A koncertek tömörek és velősek voltak, az új dalok mellett igazi best of műsorral. A Magic album szerte a világon jól fogyott, és a koncertekre is röpke percek alatt keltek el a jegyek. A turné egyetlen szomorú híre az volt, hogy Danny Federici, a zenekar oszlopos tagja súlyos betegsége miatt már nem tarthatott a többiekkel Európába. Helyére a Sessions Band-ben megismert Charles Giordano ugrott be. Év végére már a 2008-as év tavaszi-nyári dátumait is lekötötték.

### Working on a Dream
A Working on a Dream , amelyet Federicinek szenteltek, 2009. január végén adták ki. A támogató Working on a Dream Tour 2009 áprilisától novemberig tartott. A zenekar öt utolsó koncertet adott fel a Giants Stadionban, egy új dallal nyitva, amely kiemeli a történelmi stadiont és Springsteen Jersey-i gyökereit, "Wrecking Ball" néven. 
Springsteen 2009. december 6-án megkapta a Kennedy Center kitüntetést. Obama elnök beszédet mondott, amelyben kijelentette, hogy Springsteen beépítette az átlagos amerikaiak életét kiterjedt dalpalettájába. Obama hozzátette, hogy Springsteen koncertjei nem csak rock and roll koncertek voltak, hanem "közösségek". Az eseményen Melissa Etheridge , Ben Harper , John Mellencamp, Jennifer Nettles , Sting és Eddie Vedder zenei tisztelgései voltak. 
A 2000-es évek azzal zárultak, hogy Springsteent a Rolling Stone magazin az Évtized nyolc előadója egyikének választotta, és Springsteen turnéi a negyedik helyre sorolták a művészek között az évtized összbevételét tekintve.
Clarence Clemons , az E Street Band szaxofonosa és alapító tagja 2011. június 18-án hunyt el agyvérzés okozta szövődmények következtében.

### Wrecking Ball
Springsteen 17. stúdióalbuma, a Wrecking Ball 2012 márciusában jelent meg. Az album tizenegy számból és két bónuszszámból áll. Három, korábban csak élő változatban elérhető dal, a "Wrecking Ball", a " Land of Hope and Dreams " és az "American Land" jelenik meg az albumon. A Wrecking Ball Springsteen tizedik első számú albuma lett az Egyesült Államokban, 2009-ben a Beatles (19) és a Jay Z (12) mögött Elvis Presley-vel kötötte össze minden idők harmadik legjobb albumát. A támogató Wrecking Ball Tour röviddel a megjelenése után 2012. július 31-én a finnországi Helsinkiben Springsteen minden idők leghosszabb koncertjét adta elő, négy óra hat perccel 33 dallal.
2012-ben Springsteen Barack Obama elnök újraválasztásáért kampányolt a 2012-es elnökválasztáson , megjelent és fellépett Obama-gyűléseken Ohióban , Pittsburgh-ben , Iowában , Virginiában és Wisconsinban . A gyűléseken röviden beszélt a közönséghez, és egy rövid akusztikus szettet adott elő, amely egy újonnan írt dalt is tartalmazott "Forward" címmel.
Az év végén a Wrecking Ball Tour a Billboard Touring Awards Top Draw elnevezést kapta , mivel abban az évben a legtöbb turnét látogatta. Pénzügyi szempontból a turné második bevételt ért el Roger Waters turnéja előtt . [ 170 ] Springsteen 33,44 millió dollárral Madonna után a második helyen végzett 2012 legnagyobb pénzkeresőjeként. [ 171 ] A Wrecking Ball albumot a "We Take Care of Our Own" kislemezzel együtt három Grammy-díjra jelölték , köztük a legjobb rockelőadás és a legjobb rockdal kategóriában a "We Take Care of Our Own" és a legjobb rockalbum kategóriában. A Rolling Stone a Wrecking Ballt 2012 első számú albumának nevezte a Top 50-es listáján.
2013 júliusának végén a Springsteen és I című dokumentumfilmet Baillie Walsh rendezte, Ridley Scott producerként pedig egyidejűleg adták át világszerte több mint 50 országban és több mint 2000 moziban.

### High Hopes
2014. január 14-én jelent meg Springsteen tizennyolcadik sorlemeze High Hopes címmel. Ez Springsteen első lemeze, amelyen nem szerepeltek új dalok, hanem vagy feldolgozások, vagy korábbi lemezekre fel nem került darabok, vagy újra felvett régebbi szerzemények. A lemez az albumlista élére került az Egyesült Államokban és Nagy-Britanniában. Az albumhoz kapcsolódó turnén Tom Morello, a Rage Against The Machine, az Audioslave és a Prophets of Rage gitárosa is csatlakozott az E Street Bandhez.
A High Hopes Springsteen tizenegyedik első számú albuma lett az Egyesült Államokban. Ez volt a tizedik 1. helyezése az Egyesült Királyságban , ezzel minden idők ötödik helye a Rolling Stones- szal és a U2-vel. A Rolling Stone a High Hopes-ot az év második legjobb albumának nevezte (a U2 Songs of Innocence-je mögött ) a 2014-es Top 50 albumok listáján.
Springsteen színészként debütált Van Zandt Lilyhammer című műsorának harmadik évadának utolsó epizódjában , amely a "Loose Ends" nevet kapta egy Springsteen-dal után a Tracks albumon.
2015. augusztus 6-án Springsteen előadta a "Land of Hope and Dreams" és a "Born to Run" című dalokat a The Daily Show utolsó epizódjában Jon Stewarttal , Stewart utolsó "Moment of Zen"-jeként. Október 16-án, a The River 35. évfordulója alkalmából Springsteen bejelentette a The Ties That Bind: The River Collection dobozkészletet. December 4-én adták ki, négy CD-t (köztük számos korábban kiadatlan dalt) és három DVD-t (vagy Blu-ray-t), valamint egy 148 oldalas dohányzóasztal-könyvet tartalmaz. 2015 novemberében az "American Skin (41 Shots)" John Legenddel együtt adták elő a Shining a Light: A Concert for Progress on Race in America c .  Springsteen 2002 óta először lépett fel a Saturday Night Live- on 2015. december 19-én, előadva a "Meet Me in the City", a " The Ties That Bind " és a " Santa Claus Is Comin' to Town " című dalokat.
A 2016-os River Tour 2016 januárjában kezdődött a The Ties That Bind: The River Collection dobozkészlet támogatására. Az észak-amerikai első fellépések mindegyike tartalmazta a teljes The River album szekvenciális előadását a Springsteen katalógusából származó többi dallal együtt, és minden dátumot rögzítettek és megvásárolhatók. 2016 áprilisában Springsteen volt az egyik első művész, aki bojkottálta Észak-Karolina transzneműek elleni fürdőszobai számláját.
2016 szeptemberében jelent meg a Chapter and Verse , Springsteen 1966-ig tartó pályafutása során készült válogatás. Ugyanebben a hónapban Simon & Schuster kiadta 500 oldalas önéletrajzát Born to Run címmel . A könyv gyorsan felkerült a The New York Times bestseller-listájánakélére.
2016. szeptember 7-én a Pennsylvania állambeli Philadelphiában található Citizens Bank Parkban Springsteen négy óra és négy percig lépett fel, ez volt a leghosszabb előadása az Egyesült Államokban. A River Tour 2016 volt 2016 legnagyobb bevételt hozó világkörüli turnéja; globálisan 268,3 millió dollárt hozott, és 2014 óta a legmagasabb bevételt hozó turné volt Taylor Swift 2015- ös turnéját vezető előadók közül , amely 250,1 millió dollár bevételt hozott.
Springsteen támogatta Hillary Clinton 2016-os elnökválasztási kampányát a "Thunder Road", a "Long Walk Home" és a "Dancing in the Dark" akusztikus sorozatával egy philadelphiai gyűlésen, 2016. november 7-én. November 22-én Springsteennek átadta az Elnöki Szabadságérmet Barack Obama. 2017. január 12-én Springsteen és Scialfa egy különleges, 15 dalból álló akusztikus szettet adott elő Barack és Michelle Obamának a Fehér Ház East Roomjában, két nappal azelőtt, hogy az elnök búcsúbeszédet mondott a nemzethez.
2017 júniusában jelentették be a Springsteen on Broadway című nyolchetes előadást a Broadway Walter Kerr Színházban 2017 őszén. A műsorban Springsteen 2016-os Born to Run című önéletrajzi könyvéből részleteket olvasott fel,és más szóbeli visszaemlékezéseket adott elő. Az eredetileg október 12-től november 26-ig tartó műsort háromszor hosszabbították meg; az utolsó előadás 2018. december 15-én volt. Springsteen Springsteen című produkciójáért a Broadway-n 2018-a 72. Tony-díjátadón külön Tony-díjjal tüntették ki.
A Springsteen on Broadway című élőalbum 2018 decemberében jelent meg. Több mint 10 országban a legjobb 10-be, az Egyesült Államokban pedig a 11. helyre került.

### Western Stars
Springsteen tizenkilencedik stúdióalbuma, a Western Stars 2019 júniusában jelent meg. 
2019. július 23-án jelentették be, hogy Springsteen 2019 szeptemberében a Torontói Filmfesztiválon mutatja be Western Stars című filmjét. Régi munkatársával , Thom Zimnyvel közösen rendezte a filmet. A filmben Springsteen és előzenekara a Western Stars zenéjét adják elő élő közönségnek. A filmet 2019 októberében mutatták be a mozik, és aznap megjelent a film filmzenéje, a Western Stars – Dalok a filmből is. 
2020. május 29-én Springsteen távolról megjelent a Dropkick Murphys élő, közönség nélküli koncertjén a bostoni Fenway Parkban . Springsteen előadta a Dropkick Murphys " Rose Tattoo " című dalát és az "American Land" című dalát, mindkét dalban Ken Casey- vel közösen énekelt . Az esemény volt az első olyan zenei fellépés, amelyen személyes közönség nem vett részt egy nagy amerikai arénában, stadionban vagy labdarúgó-pályán a COVID-19 világjárvány idején . [ 204 ] Az élő közvetítés több mint 9 millió nézőt vonzott, és több mint 700 000 dollárt gyűjtött jótékonysági adományok révén. 
Springsteen huszadik stúdióalbuma, a Letter to You 2020 októberében jelent meg. Ugyanebben a hónapban egy kísérő dokumentumfilm is megjelent azonos néven. A dokumentumfilmet kizárólag fekete-fehérben forgatták, és Thom Zimny rendezte. Az albumot két kislemez támogatta, a " Letter to You " és a " Ghosts ", amelyek szeptemberben jelentek meg. Novemberben Springsteen vendégénekesként szerepelt a Bleachers " Chinatown " című kislemezében. A Letter to You a 2. helyezést érte el az Egyesült Államokban, így Springsteen lett az első előadó, aki hat egymást követő évtizedben kiadta a legjobb öt albumot.
Springsteen és az E Street Band volt zenei vendég a Saturday Night Live 2020. december 12-i epizódjában , ahol előadták a "Ghosts"-t és az " I'll See You in My Dreams "-t. Ez volt a banda első fellépése 2017 óta, és először hirdette meg a Letter to You című filmet . Garry Tallent és Soozie Tyrell úgy döntött, hogy otthon marad a COVID-19-problémák miatt; Ez volt az első alkalom, hogy Tallent kihagyott egy fellépést a zenekarral, és Jack Daley, a Disciples of Soul tagja töltötte be. 
2021 februárjában jelentették be, hogy Springsteen egy nyolcrészes podcastot ad ki a Spotify- on Renegades : Born in the USA címmel, amelyben Barack Obamával beszélgetve sokféle témáról beszél, beleértve a családot, a fajt, a házasságot, az apaságot és az Egyesült Államok államát . 2021 szeptemberében jelent meg. 
2021. június 7-én Springsteen bejelentette, hogy a Springsteen on Broadway- előadásai 2021. június 26-tól kezdődően korlátozott ideig visszatérnek a jujamcyni St. James Színházban. Az E Street Radio Jim Rotolójának adott 2021. június 10-i interjújában Springsteen elmondta, hogy nem tervez semmilyen előadást 2021-ben, de egy „barátja” rábeszélte a Broadway-előadásokra. Ugyanebben az interjúban Springsteen egy közelgő együttműködést is bejelentett a Killersszel. 
2021. szeptember 11-én Springsteen előadta az „ I'll See You in My Dreams ” című dalát, amellyel a szeptember 11-i támadások áldozatai előtt tisztelegtek. 
2021. december 13-án Springsteen meglepetésszerűen négy dalos előadást adott a John Henry's Friends jótékonysági koncerten autizmussal diagnosztizált gyermekek számára, ahol Steve Earle and the Dukes is csatlakozott kísérőzenekarként. 2021. december 16-án Springsteen 500 millió dollárért eladta teljes katalógusának mestereit és az egybeeső zenei kiadási jogokat a Sony Musicnak . Ez 200 millió dollárral meghaladta azt, amit Bob Dylan és Taylor Swift kapott katalógusaiért. Ez az eladás, valamint az Obamával közös Broadway-műsorai és projektjei segítették őt a Rolling Stone 2021 legjobban fizetett zenészeinek listáján az élre kerülni.

## 2022 óta: Only the Strong Survive, együttműködések, turnék és The Lost Album
2022. május 24-én bejelentették, hogy 2023-ban nemzetközi turnét indít az E Street Band-el, ami 2017 óta az első. Szeptember 29-én Springsteen és Patti Scialfa fellépett az ünnepélyes Albie Awards ünnepségen a New York Public Library-ban. Novemberben Springsteen kiadta huszonegyedik stúdióalbumát Only the Strong Survive címmel, amely az 1960-as és 1970-es évek klasszikus soulzenei dalait tartalmazza. Az album népszerűsítésére Springsteen november közepén fellépett a The Tonight Show-ban Jimmy Fallon főszereplésével, valamint egy különleges hálaadási epizóddal november 24-én. 
2023. február 1-jén  Springsteen és az E Street zenekar elindította első turnéját hat év után, és 2025 júliusában fejeződik be. 2023. június 15-én az E Street Band egykori tagja, David Sancious, aki 1974-ben távozott a bandából, azt mondta, hogy készül az Only the Strongsteen Survive című album folytatására, és közreműködik a Spring88 Survive című albumon. Sancious elmondta, hogy várhatóan turnézni fog Springsteennel, hogy támogassa az albumot 2024-ben. Egy 2022 novemberében készült interjúban Springsteen megerősítette, hogy tervezi az album 2. kötetét; akkor azt mondta, hogy "valószínűleg háromnegyede volt rögzítve". 
Springsteen énekelt a Gaslight Anthem "History Books" című dalában, amely a banda 2023. októberi albumának címadó száma. Ugyanebben a hónapban együttműködött Bryce Dessnerrel az "Addicted to Romance" című dalon, amely egy eredeti dal a She Came to Me filmzene albumhoz. Szeptemberben Springsteen nyolc, szeptemberre tervezett bemutató elhalasztását jelentette be. Springsteen gyomorfekély miatt kezelésen esett át, és az orvosok azt javasolták, hogy ne szerepeljen élőben. Néhány nappal később a fennmaradó tizenkét, 2023 novembere és decembere közötti fellépést is elhalasztották a márciusi és áprilisi, valamint a 2024 augusztusi és novemberi időpontokra. A turnéból összesen huszonkilenc fellépést halasztottak el Springsteen betegsége miatt, valamint Springsteen és a banda többi tagja, akik COVID-19 fertőzésben szenvedtek. 
2024 áprilisában a 20th Century Studios bejelentette a Deliver Me from Nowhere című életrajzi filmet, amely Warren Zanes 2023-as, Nebraska készítéséről szóló könyve alapján készült. Írta és rendezte: Scott Cooper; Jeremy Allen White fogja játszani Springsteen-t, és saját énekét adja elő. Abban az évben Springsteen közreműködött Mark Knopfler " Going Home: Theme of the Local Hero " című művének újrakiadásában a Teenage Cancer Trust támogatásában. Nyolcadik válogatásalbuma, a Best of Bruce Springsteen április 19-én jelent meg. Októberben a Disney+ és a Hulu kiadott egy dokumentumfilmet Springsteen 2023–2024-es turnéjáról Road Diary: Bruce Springsteen és az E Street Band címmel. A dokumentumfilm 2024 szeptemberében debütált a Torontói Nemzetközi Filmfesztiválon. 2024 júliusában a Forbes arról számolt be, hogy Springsteen nettó vagyona több mint 1,1 milliárd dollár volt, köszönhetően körútjainak és hátsó katalógusának 2021-es eladásának, így a leggazdagabb és legkiemelkedőbb zenész lett. 2024. augusztus 23-án, Philadelphiában, Springsteen elítélte a búcsúturnéról szóló pletykákat. 
2025 áprilisában a Springsteen bejelentette a Tracks II: The Lost Albums-t, amely június 27-én jelenik meg. A gyűjtemény hét teljes hosszúságú, kiadatlan albumot tartalmaz 1983 és 2018 között, összesen 83 dalt, amelyek közül 74 volt korábban kiadatlan. Június 27-én megjelenik egy húsz dalból álló kísérőalbum, a Lost and Found: Selections from The Lost Albums A „Rain in the River” és a „Blind Spot” című dalok megelőzték a megjelenéseket.

## Diszkográfia
- 1973: Greetings from Asbury Park, N.J.
- 1973: The Wild, the Innocent & the E Street Shuffle
- 1975: Born to Run
- 1978: Darkness on the Edge of Town
- 1980: The River
- 1982: Nebraska
- 1984: Born in the U.S.A.
- 1986: Live 1975-1985
- 1987: Tunnel of Love
- 1988: Chimes of Freedom
- 1992: Human Touch
- 1992: Lucky Town
- 1993: In Concert MTV Plugged
- 1995: Greatest Hits
- 1995: The Ghost of Tom Joad
- 1998: Tracks
- 1999: 18 Tracks
- 2001: Live in New York City
- 2002: The Rising
- 2003: The Essential Bruce Springsteen
- 2003: Live in Barcelona (DVD)
- 2004: In Concert MTV Plugged (DVD)
- 2005: Devils & Dust
- 2005: Born To Run: 30th Anniversary (3 CD)
- 2006: Hammersmith Odeon London '75
- 2006: We Shall Overcome: The Seeger Sessions
- 2007: Live in Dublin
- 2007: Magic
- 2009: Working On A Dream
- 2012: Wrecking Ball
- 2014: High Hopes
- 2019: Western Stars
- 2020: Letter to You
- 2022: Only the Strong Survive
- 2025: Tracks II: The Lost Albums

## Kötete magyarul
- Amerikában születtem; ford. Nagy Boldizsár; Kossuth, Bp., 2017

## Bibliográfia
- (1979) Dave Marsh: Born to Run. Doubleday (angol nyelvű kiadás) ISBN 978-0-385-15443-7[50]
- (1979) Peter Gambaccini: Bruce Springsteen: A Photo-bio ISBN 0-515-05220-5
- (1983) Laura Fissinger: Bruce Springsteen (Rock'n popstars). Creative Education ISBN 978-0-89813-106-2[51]
- (1984) Elianne Halbersberg: The Boss Bruce Springsteen. New American Library ISBN 978-0-451-82147-8[52]
- (1984) Marianne Meyer: Bruce Springsteen. Ballantine Books ISBN 978-0-03-453221-0[53]
- (1984) Kate Lynch: Springsteen: No Surrender. Music Sales Corporation ISBN 978-0-7119-1064-5[54]
- (1984) Sharon Starbrook: The Boss:Bruce Springsteen. New Amer Library ISBN 978-0-317-00914-9[55]
- (1984) Philip Kamin: Springsteen Live. Beaufort Books ISBN 978-0-8253-0170-4[56]
- (1985) Peter Gambaccini: Bruce Springsteen. Perigee (angol nyelvű kiadás) ISBN 978-0-399-51150-9[57]
- (1985) Robert Hilburn: Springsteen. Scribner ISBN 978-0-684-18456-2[58]
- (1985) M. Stewart: Bruce Springsteen. Cresent Books ISBN 978-0-517-46277-5[59]
- (2004) June Skinner Sawyers: Racing in the Street: The Bruce Springsteen Reader (angol nyelvű kiadás) ISBN 978-0-14-200354-1[60]
- (2006) Robert Santelli: Greetings from E Street: The Story of Bruce Springsteen and the E Street Band. Chronicle Books ISBN 978-0-8118-5348-4[61]
- (2006) Dave Marsh: Bruce Springsteen on Tour: 1968-2005. Bloomsbury USA ISBN 978-1-59691-282-3[62]
- (2009) Rob Kirkpatrick: Magic in the Night: The Words and Music of Bruce Springsteen. St. Martin's Griffin (angol nyelvű kiadás) ISBN 978-0-312-53380-9
- (2011) Frank Stefanko: Days of Hope and Dreams: An Intimate Portrait of Bruce Springsteen. Insight Editions (angol nyelvű kiadás) ISBN 978-1-60887-031-8[63]
- (2011) Robert J. Wiersema: Walk Like a Man: Coming of Age with the Music of Bruce Springsteen. Greystone Books (angol nyelvű kiadás) ISBN 978-1-55365-845-0[64]
- (2011) David Burke: Heart of Darkness: Bruce Springsteen's Nebraska. Cherry Red Books (angol nyelvű kiadás) ISBN 978-1-901447-57-6[65]
- (2017) Bruce Springsteen: Amerikában születtem. Kossuth Kiadó (magyar kiadás) ISBN 978-963-09-9012-7

## Díjak, elismerések

### Grammy-díjak
| Év   | Kategória                                                         | Dal / Album címe                            |
| ---- | ----------------------------------------------------------------- | ------------------------------------------- |
| 1984 | Best Rock Vocal Performance, Male                                 | Dancing in the Dark (dal)                   |
| 1987 | Best Rock Vocal Performance, Male                                 | Tunnel of Love (dal)                        |
| 1994 | Song of the Year                                                  | Streets of Philadelphia                     |
| 1994 | Best Rock Song                                                    | Streets of Philadelphia                     |
| 1994 | Best Rock Vocal Performance, Solo                                 | Streets of Philadelphia                     |
| 1994 | Best Song Written Specifically for a Motion Picture or Television | Streets of Philadelphia                     |
| 1996 | Best Contemporary Folk Album                                      | The Ghost of Tom Joad                       |
| 2002 | Best Rock Album                                                   | The Rising                                  |
| 2002 | Best Rock Song                                                    | The Rising                                  |
| 2002 | Best Male Rock Vocal Performance                                  | The Rising                                  |
| 2003 | Best Rock Performance by a Duo or Group with Vocal                | Disorder in the House (Warren Zevonnal)     |
| 2004 | Best Solo Rock Vocal Performance                                  | Code of Silence                             |
| 2005 | Best Solo Rock Vocal Performance                                  | Devils & Dust                               |
| 2006 | Best Traditional Folk Album                                       | The Seeger Sessions: We Shall Overcome      |
| 2006 | Best Long Form Music Video                                        | Wings For Wheels: The Making of Born to Run |
| 2007 | Best Solo Rock Vocal Performance                                  | Radio Nowhere                               |
| 2007 | Best Rock Song                                                    | Radio Nowhere                               |
| 2007 | Best Rock Instrumental Performance                                | Once Upon a Time in the West                |
| 2010 | Best Solo Rock Vocal Performance                                  | Working on a Dream                          |

### Golden Globe
- A 2009-es Golden Globe-díjátadón Best Original Song – Motion Picture (legjobb filmbetétdal) kategóriában nyert a The Wrestler című számával.

### Emmy
- A Bruce Springsteen & the E Street Band: Live in New York City album két Emmy-díjat is begyűjtött az évek során.

### Oscar
- A "Streets of Philadelphia" című számáért 1994-ben kapott Oscar-díjat filmbetétdal kategóriában.

### Elnöki Szabadság-érdemrend
- 2016. november 22-én Barack Obamától megkapta az Amerikai Egyesült Államok legmagasabb polgári kitüntetését.[66]

## Fordítás
- Ez a szócikk részben vagy egészben  a   Bruce Springsteen című angol Wikipédia-szócikk fordításán alapul.  Az eredeti cikk szerkesztőit annak laptörténete sorolja fel. Ez a jelzés csupán a megfogalmazás eredetét és a szerzői jogokat jelzi, nem szolgál a cikkben szereplő információk forrásmegjelöléseként.